# Rétromobile 2023
Édition du salon Rétromobile par année
- 2019
- 2020
- 2021
- 2022
- 2023
- 2024
- 2025
- 2026
- 2027

Rétromobile 2023 est la 47e édition du salon Rétromobile consacré aux voitures anciennes et à l’ensemble des thèmes de la voiture de collection. Il se tient au Parc des expositions de la Porte de Versailles à Paris, en France.

## Présentation
Cette année, le salon s'expose dans les pavillons 1, 2.2 et 3 du Parc des expositions de Paris sur une surface de 73 000 m2

### Dates et fréquentation
La 47e édition du salon est programmée du 1er au 5 février 2023 où 125 000 visiteurs étaient présents.

## Anniversaire et hommage

### 24 heures du Mans

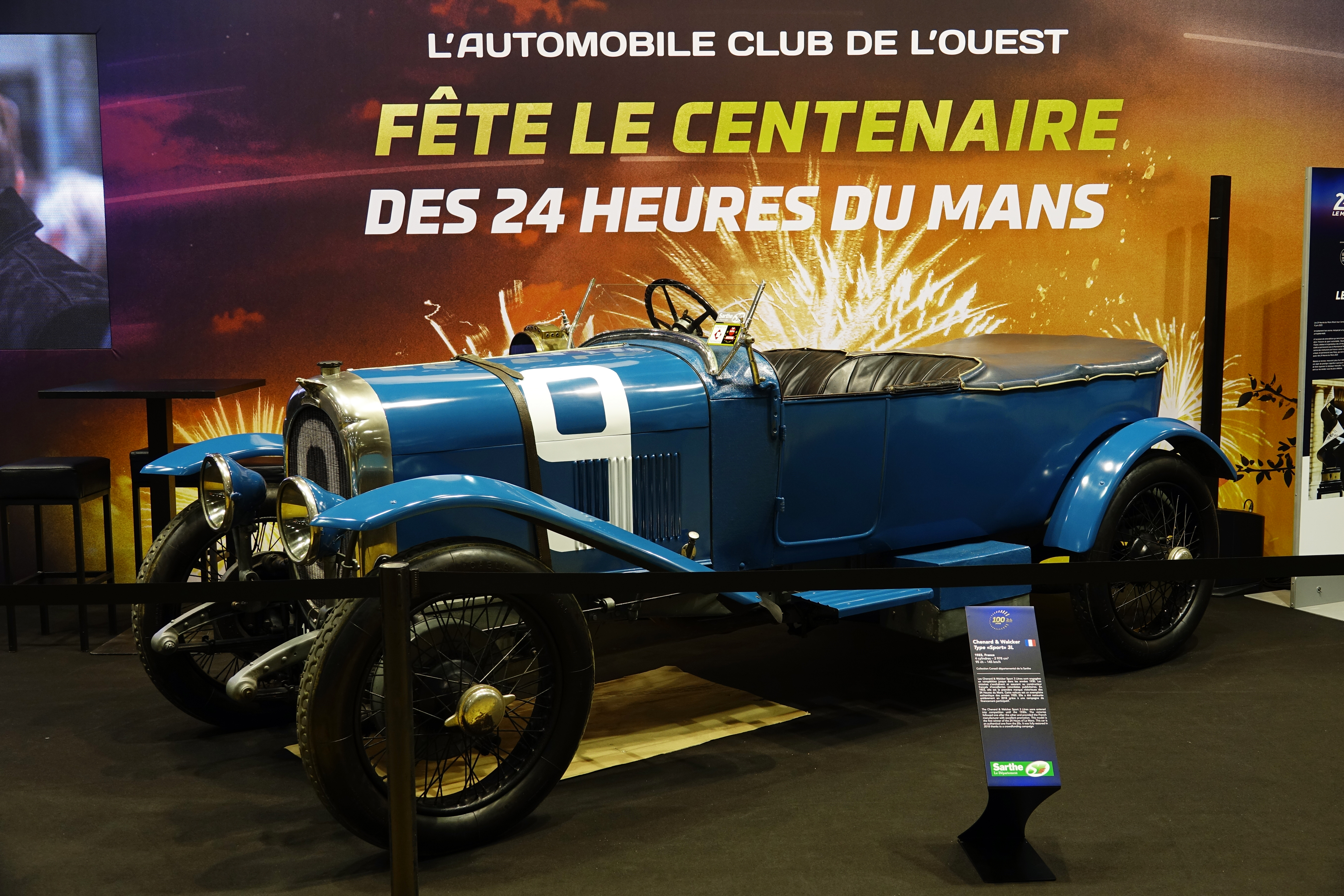
Chenard & Walcker identique au premier modèle ayant remporté les 24 heures du Mans 1923

Cette année 2023 est l'année anniversaire des 100 ans des 24 Heures du Mans, créée en 1923. Deux expositions y sont consacrées intitulées « 24 Heures du Mans, quand les français brillent » dans le hall 1 et « 24 Heures du Mans, un laboratoire des nouvelles technologies » dans le hall 2.2.

Exposition de la restrospective des 24 heures du Mans
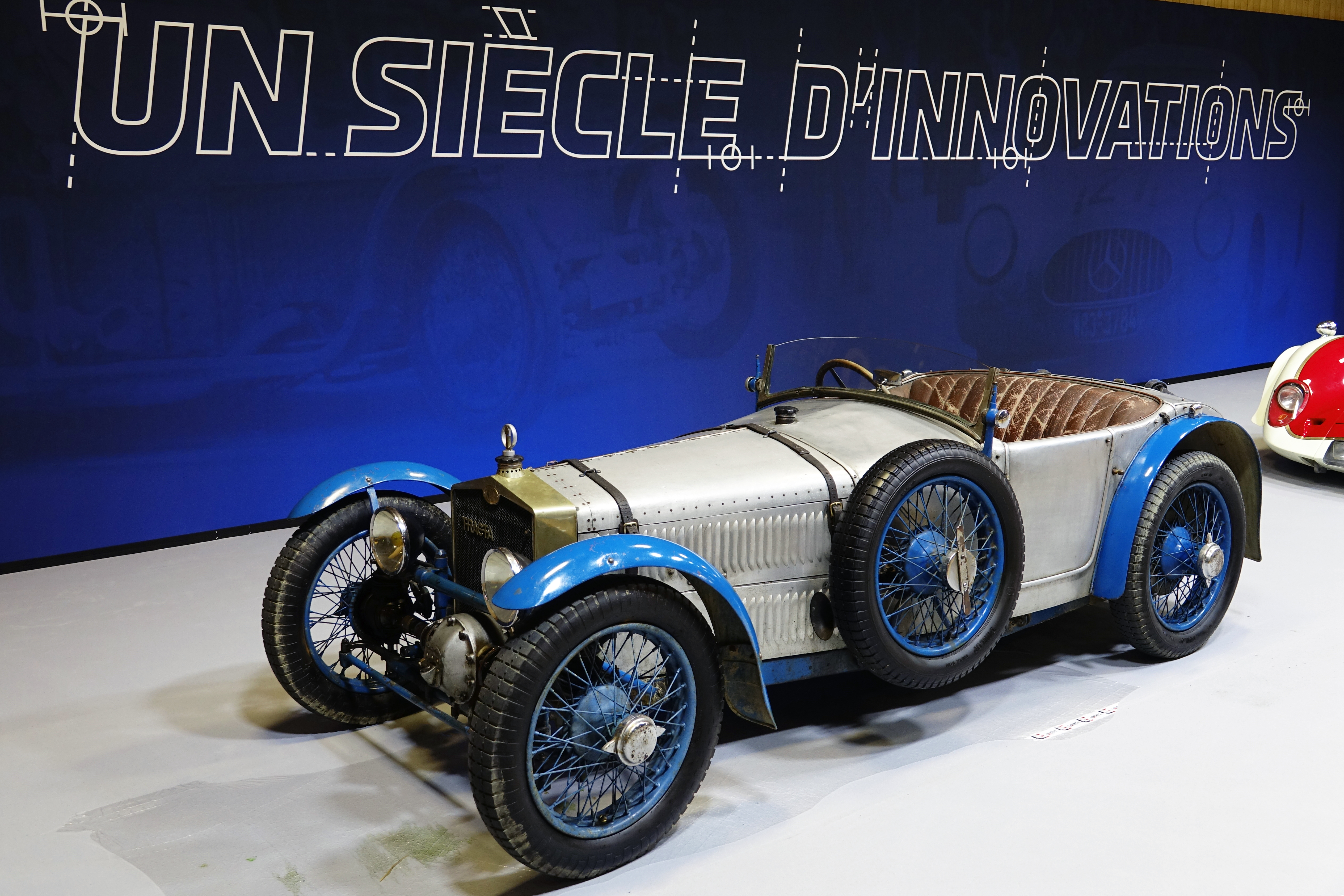
Tracta Type 4 Géphi (1927)
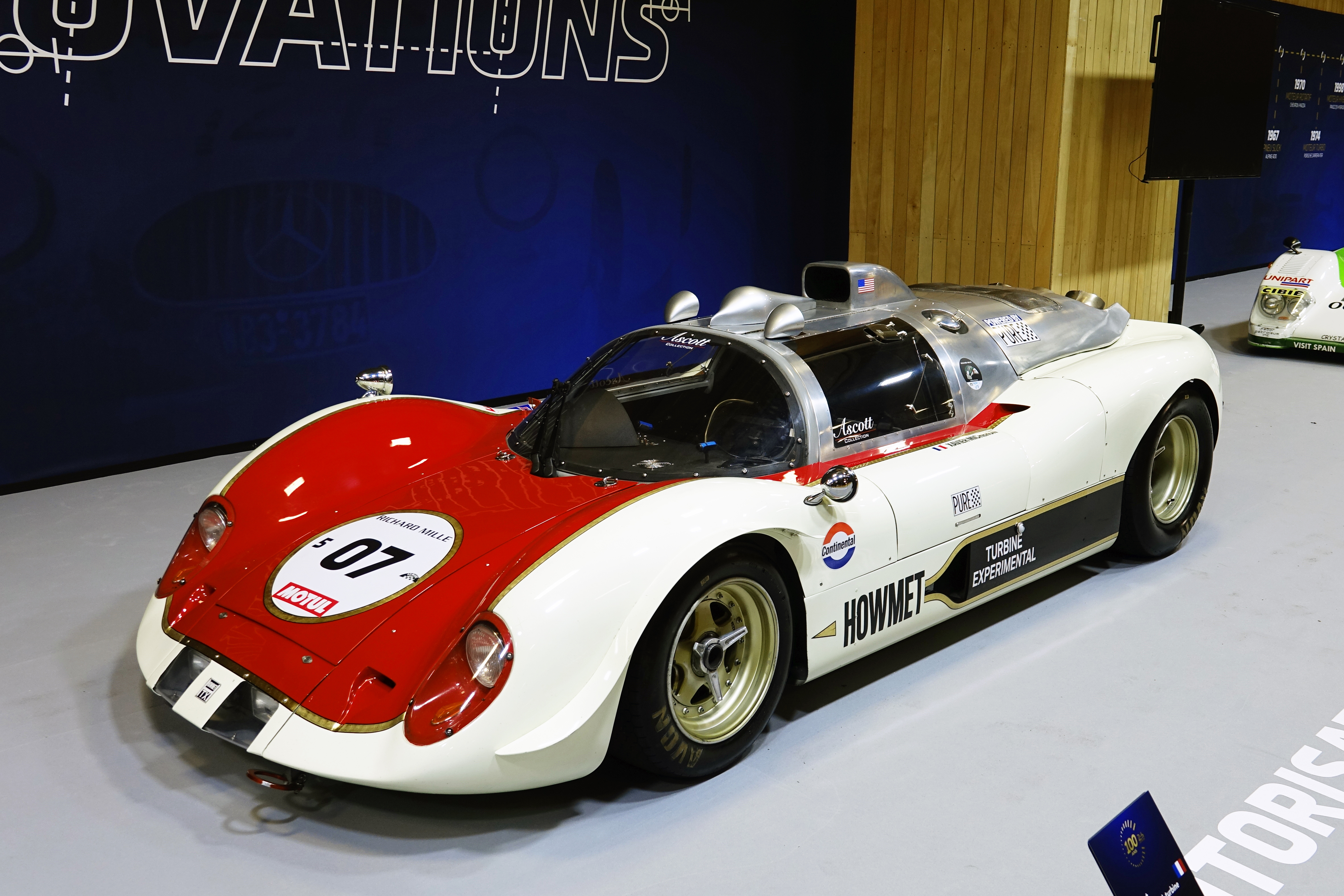
Howmet TX (1968)
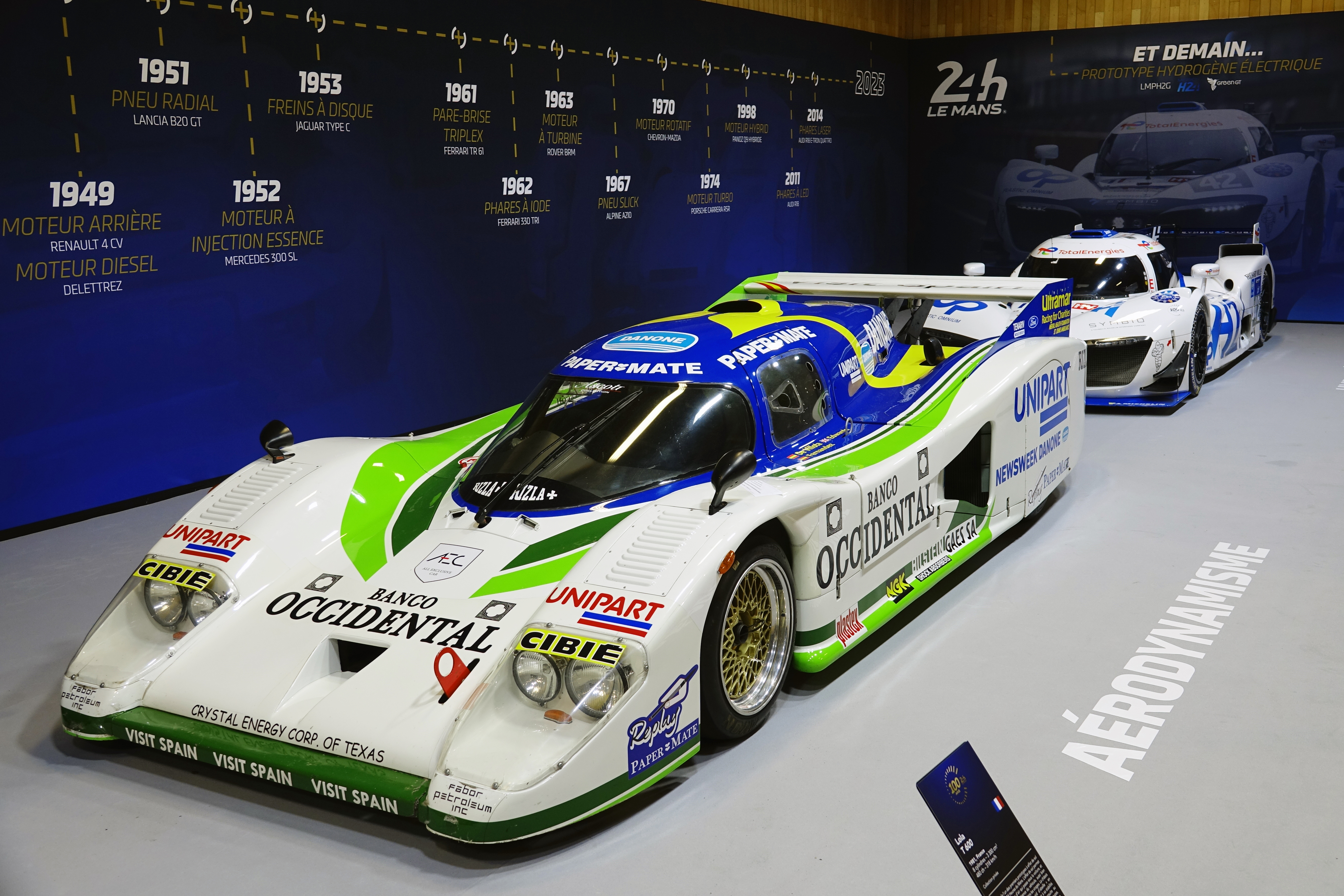
Lola T600 (1981)
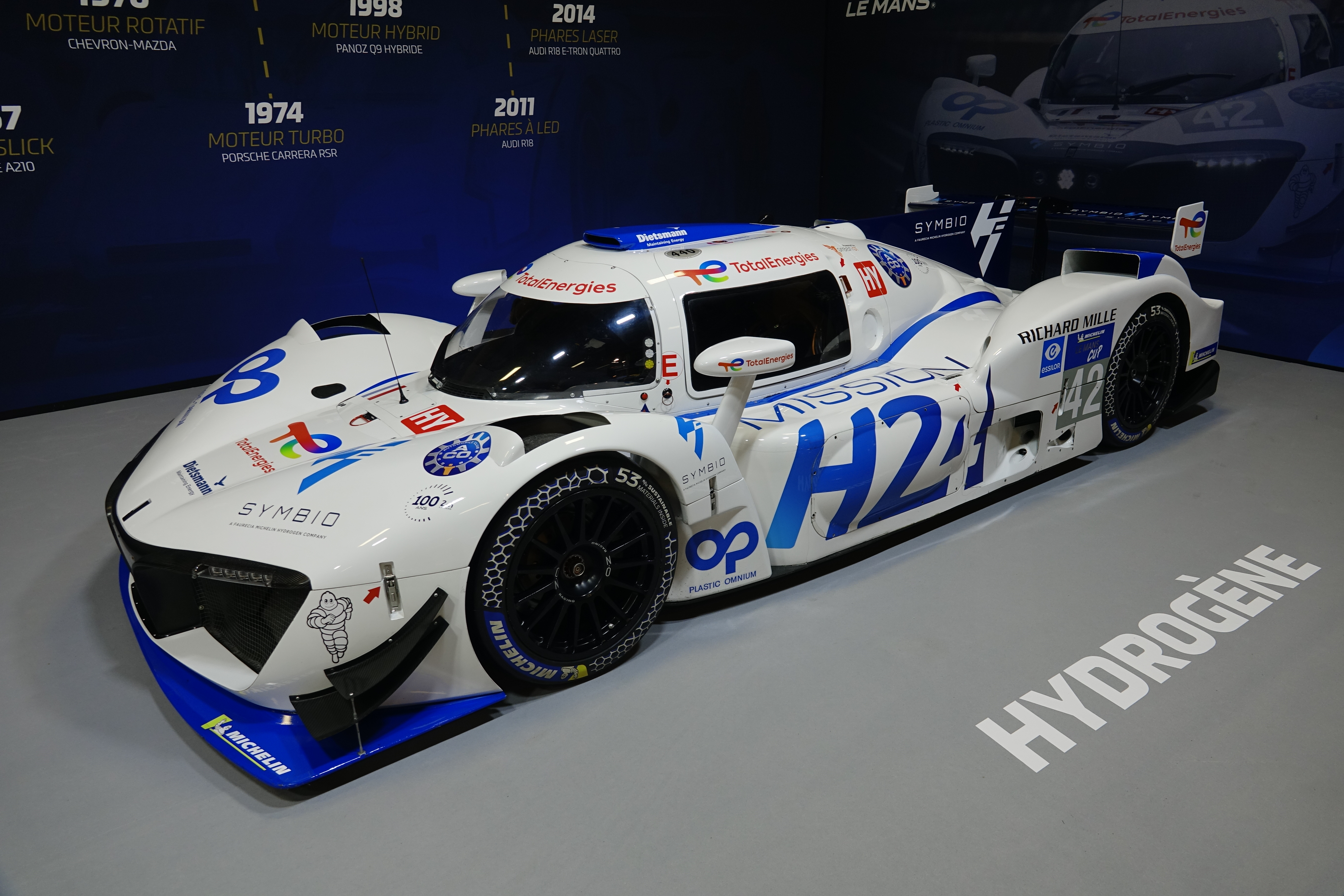
Green GT Mission H24 (2018)

### Dollar
C'est aussi le centenaire du constructeur français de motocyclettes Dollar, fondé en octobre 1923 et dont la première machine 125 cm3 est lancée en 1924.

Centenaire de Dollar Motorcycle
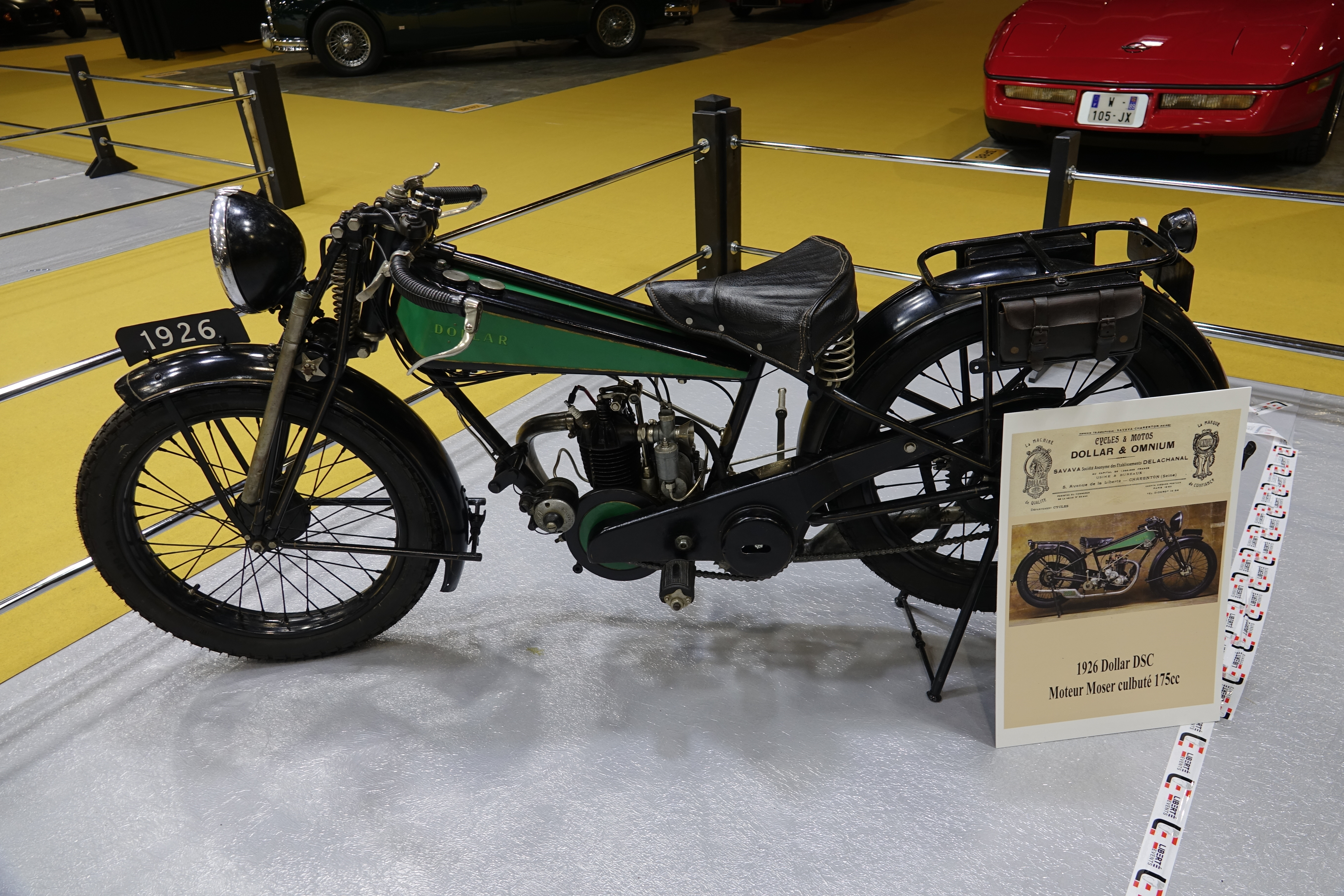
DSC (1926)
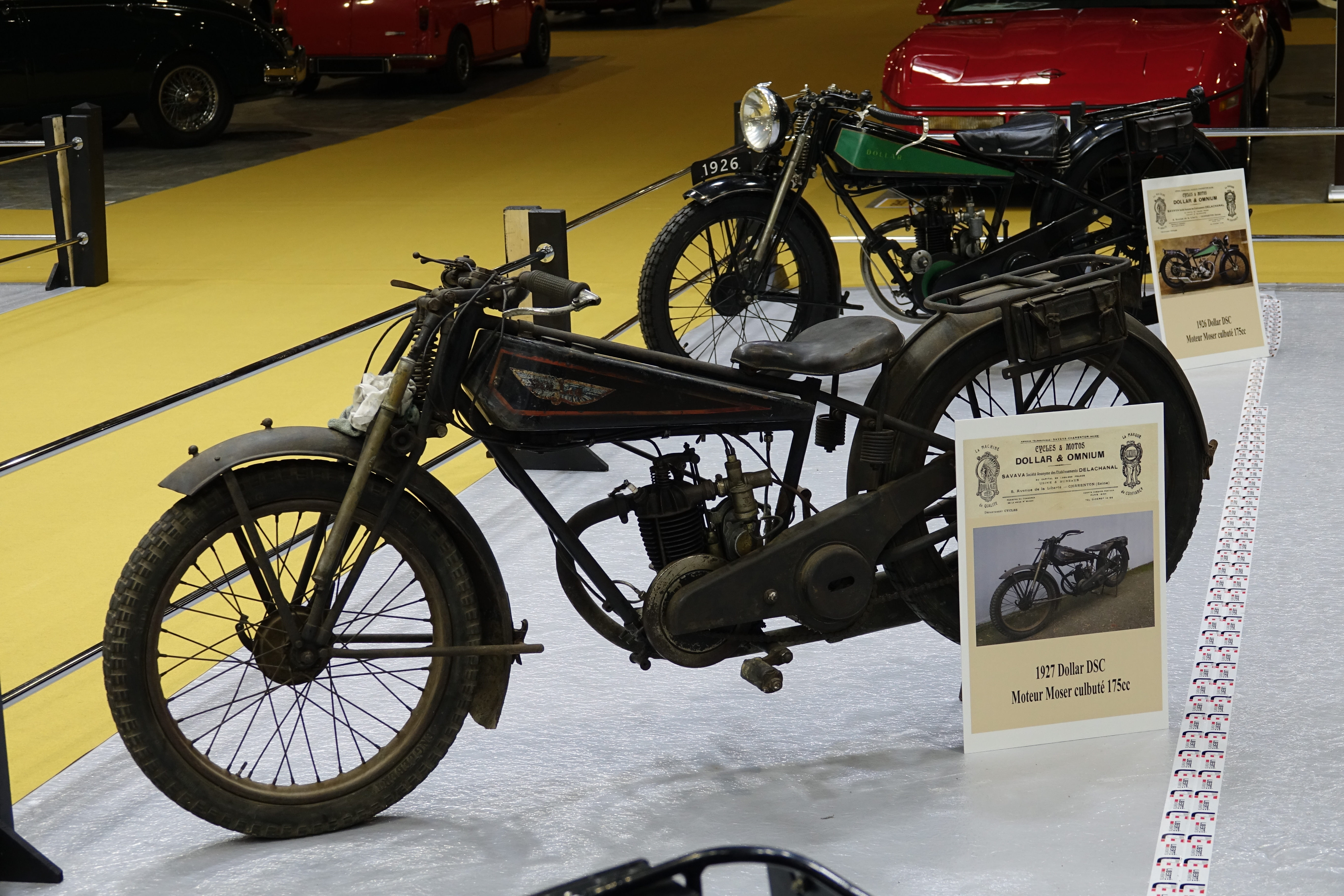
DSC (1927)
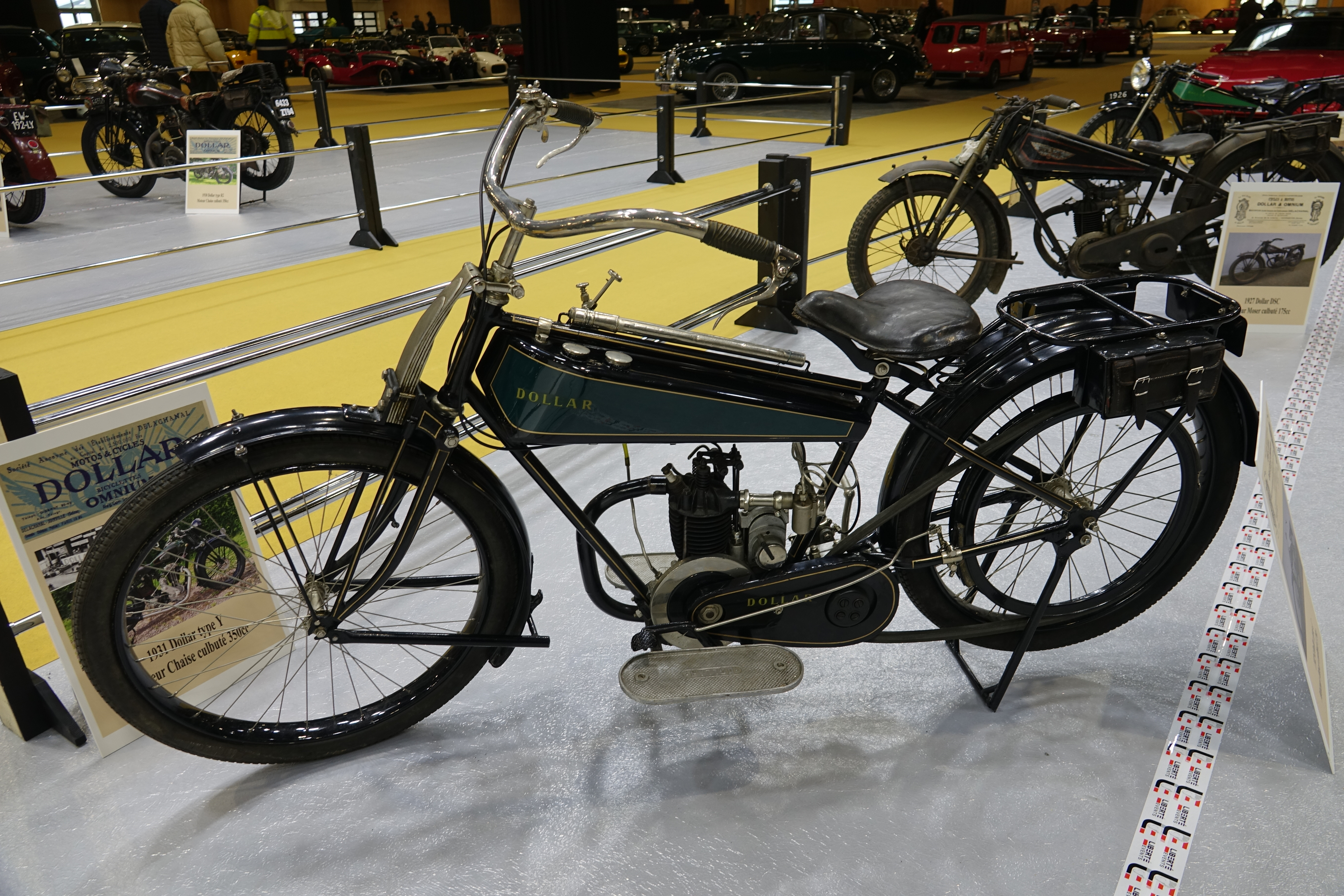
Type Y (1931)

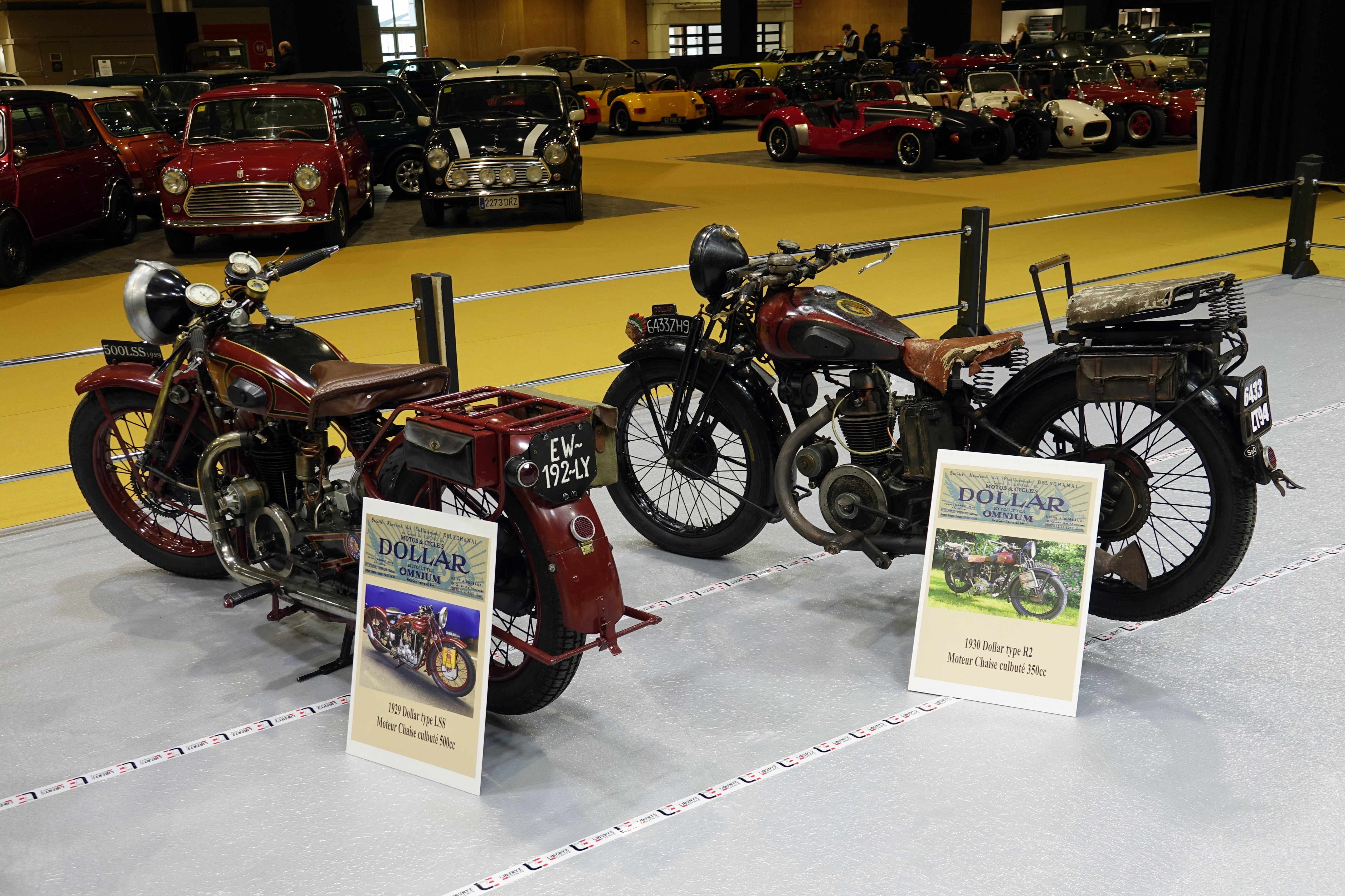
Type LSS (1929) et Type R2 (1930)
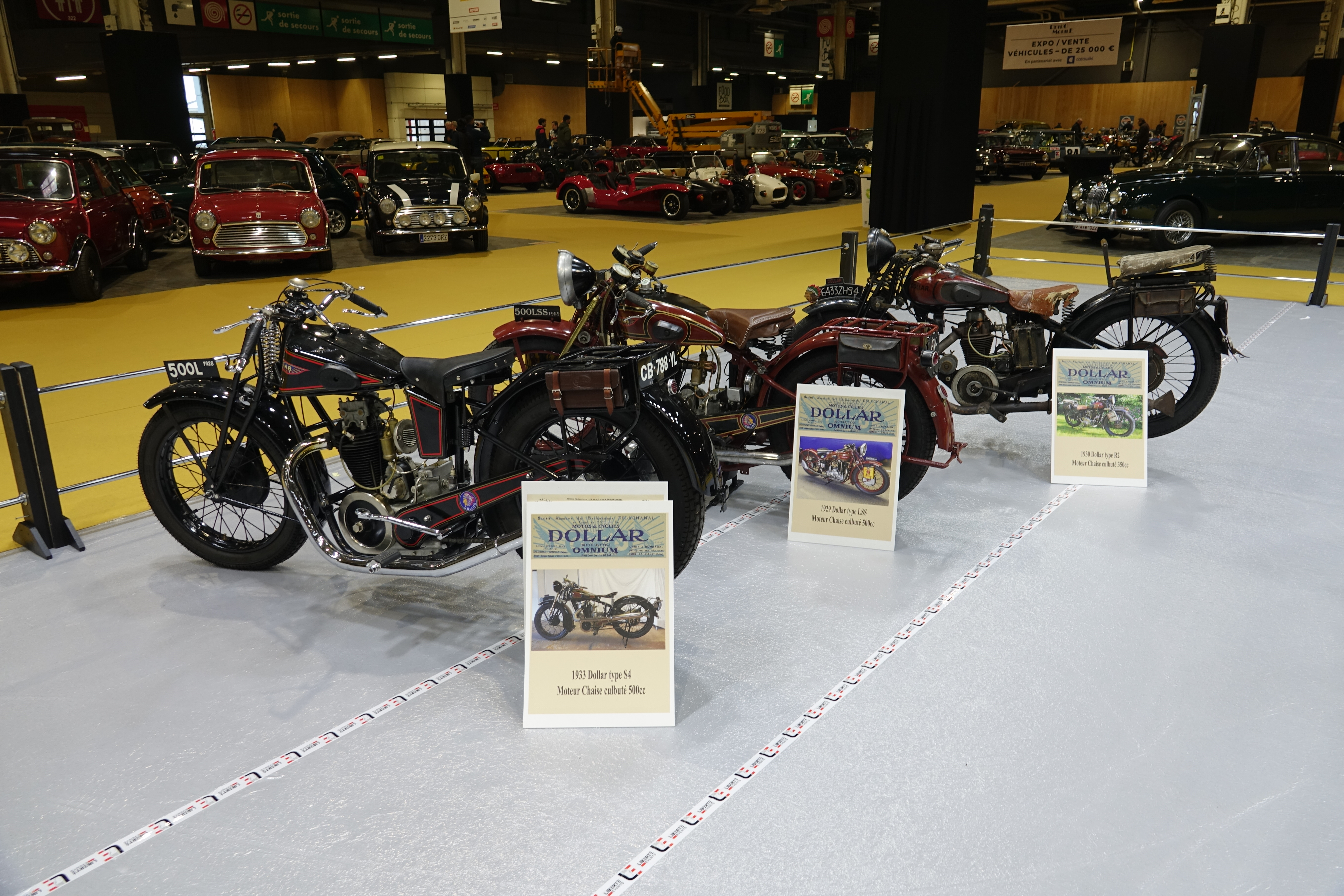
Type S4 (1933), Type LSS (1929) et Type R2 (1930)
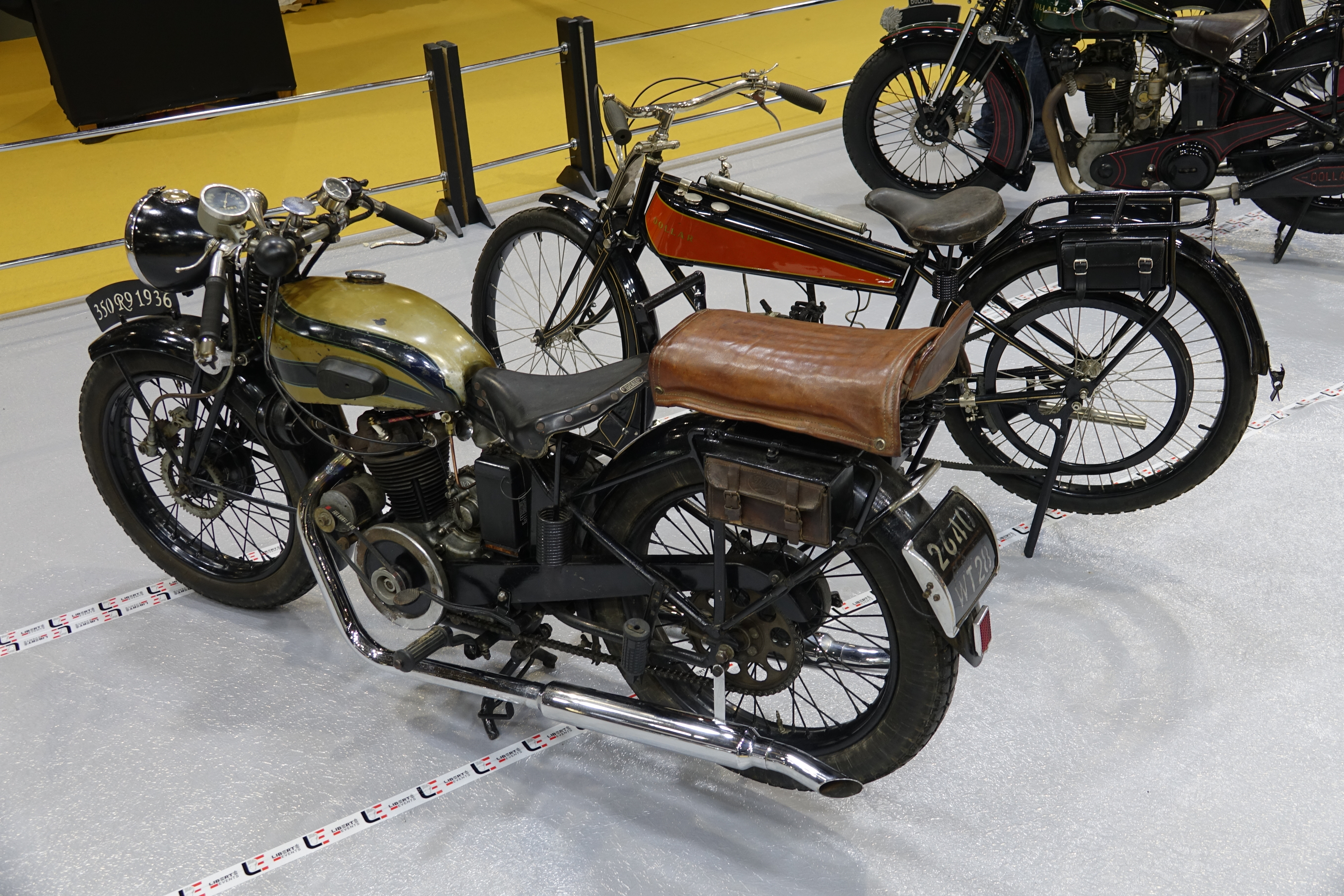
Type S2 (1930)

### Peugeot 205
Peugeot, constructeur présent officiellement pour l'édition 2023, a décidé de célébrer la lignée des "4" avec une exposition présentant les 401 Berline, 403 Cabriolet ou encore 405 Mi16 Le Mans. Mais c'est la 205 qui est à l'honneur également car elle célèbre en 2023 ses 40 ans de carrière avec la présence par exemple d'une rare 205 GTI Griffe de 1990.

### Porsche 911
Il y a 60 ans, le 12 septembre 1963, Porsche présentait la 901, qui deviendra 911, au salon de l'automobile de Francfort 1963. Le constructeur expose une 911 Type 911 de 1974, une 911 Type 992 GT3 RS et la nouvelle 911 Dakar.

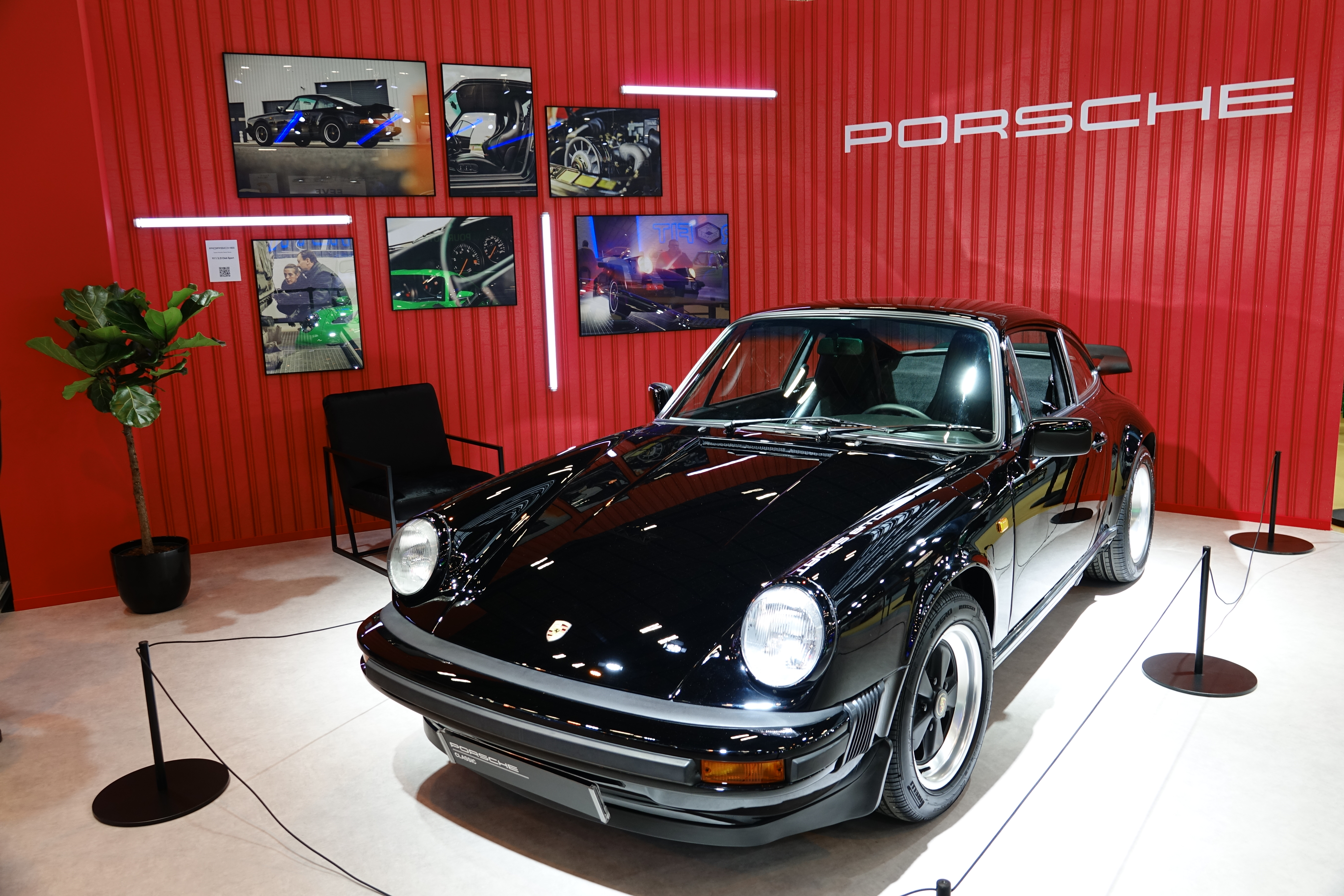
Porsche 911 (type 911)
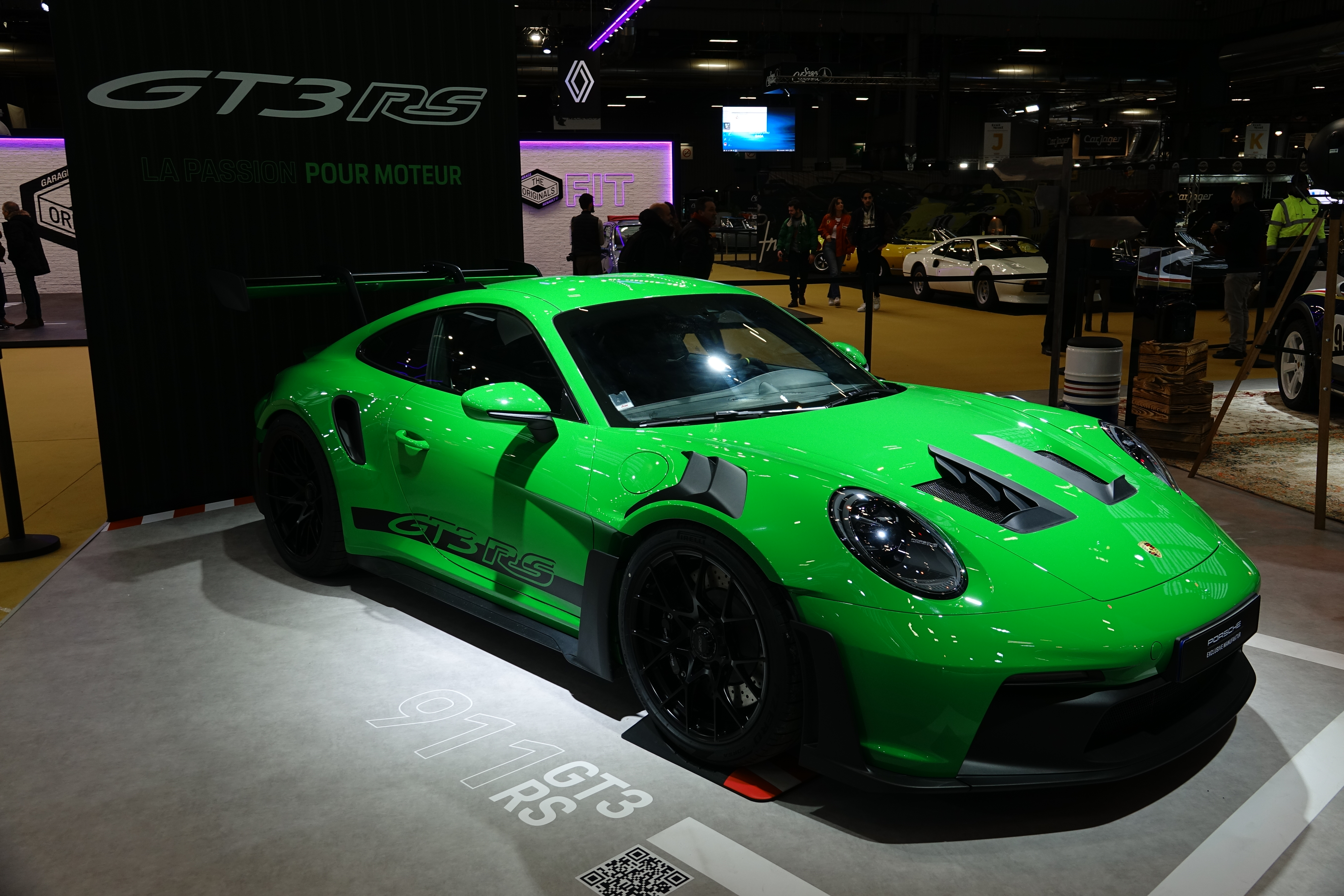
911 GT3 RS
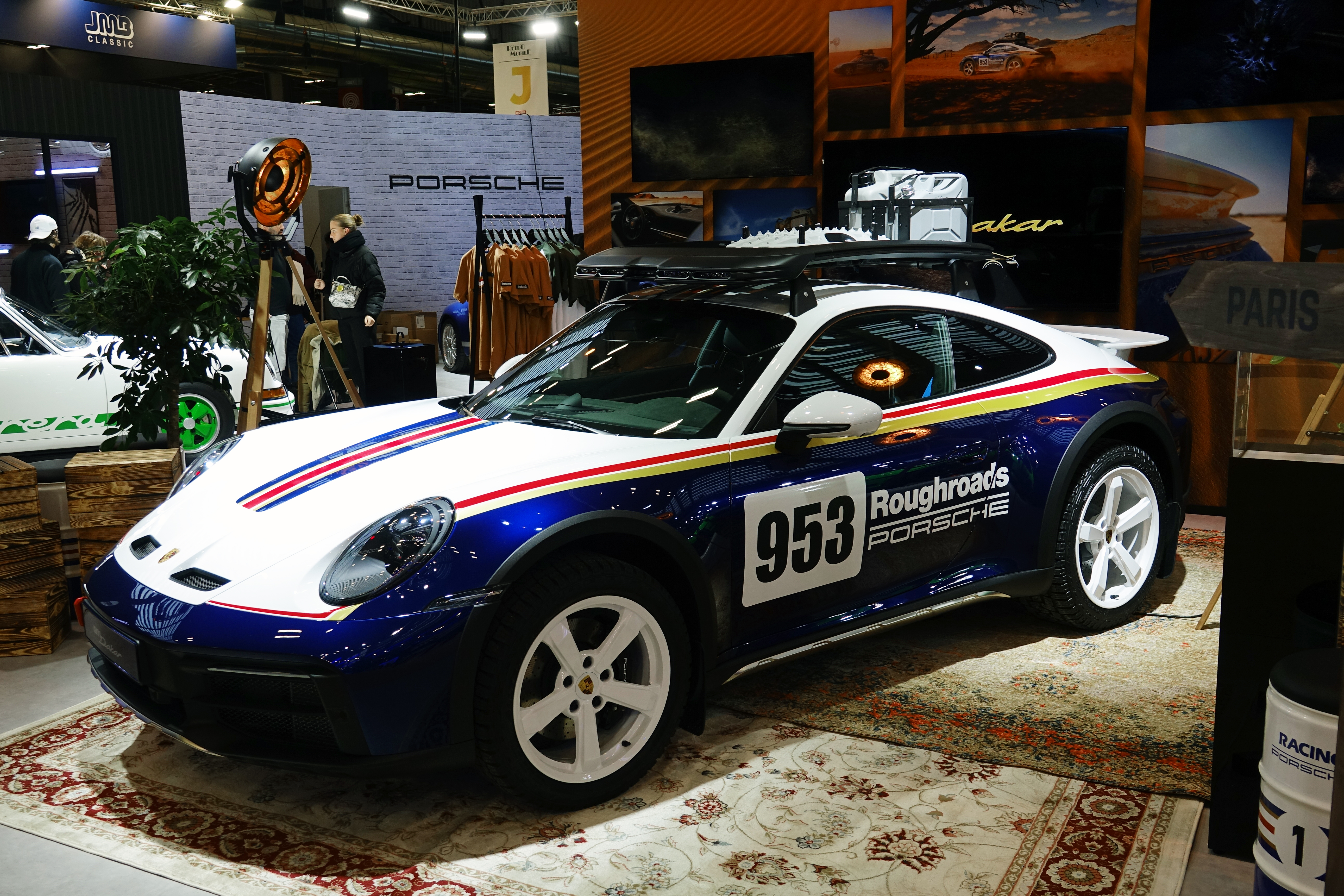
Porsche 911 Dakar

### Renault Twingo
La première génération de Renault Twingo est présentée lors de la 75e édition du Mondial de l'Automobile de Paris en 1992, et commercialisée à partir de février 1993. Elle a ainsi 30 ans cette année et peut prétendre devenir une automobile de collection. Le constructeur expose à cette occasion une Twingo de 1993, une Twingo Lecoq de 1995, une Twingo Coupe de 1995, une Twingo Benetton de 1996 et une Twingo de 2004.

### Caterham

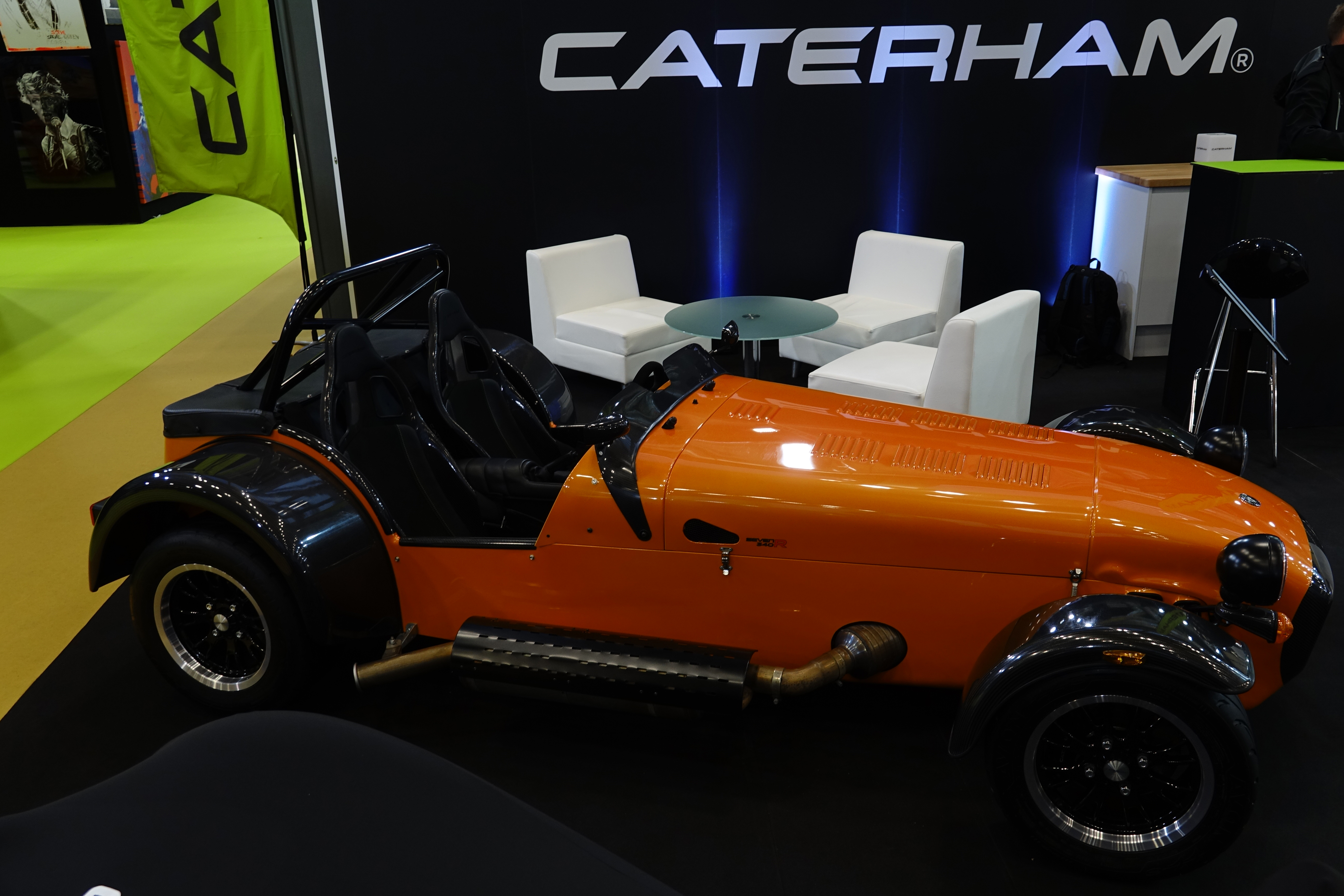
Caterham 340R

Le constructeur anglais célèbre les 50 ans de la Caterham Seven, dont il a racheté les droits de reproduction à Colin Chapman en 1973 et présente en première européenne les Caterham Super Seven 600 et Super Seven 2000.

## Expositions
Cette année, les constructeurs automobiles sont bien représentés avec Abarth, Alfa Romeo, Catheram, Citroën, DS Automobiles, Lancia, Morgan, Peugeot, Porsche, Renault, Volkswagen, qui présentent des modèles de collection aux côtés de voitures électriques contemporaines comme un Volkswagen Combi T1 de 1967 et l' ID. Buzz de 2022 ou sa version Cargo, voire de concept cars modernes à l'instar de la Renault R5 Turbo 3E ou de la Citroën Oli.

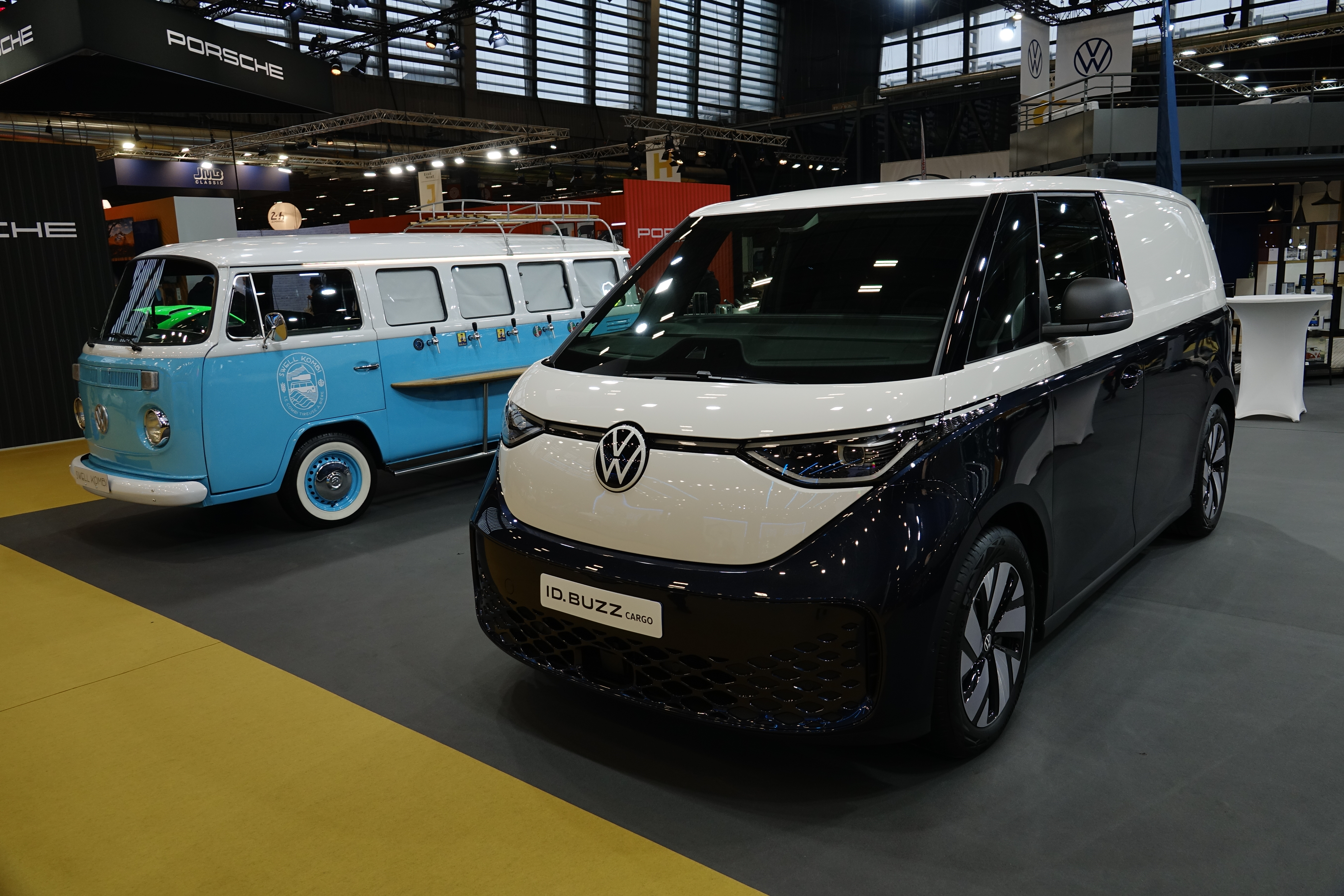
Volkswagen ID. Buzz Cargo
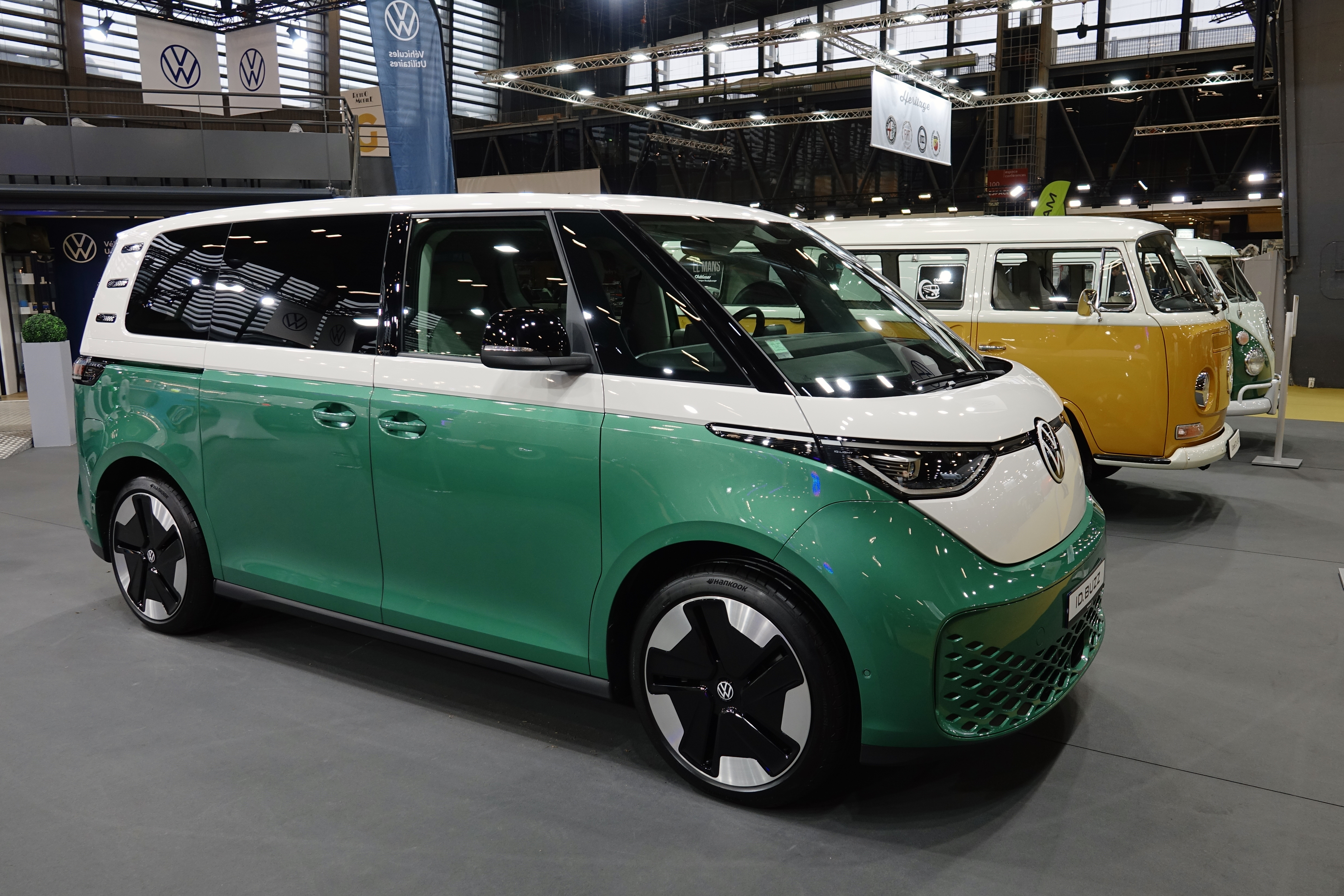
Volkswagen ID. Buzz
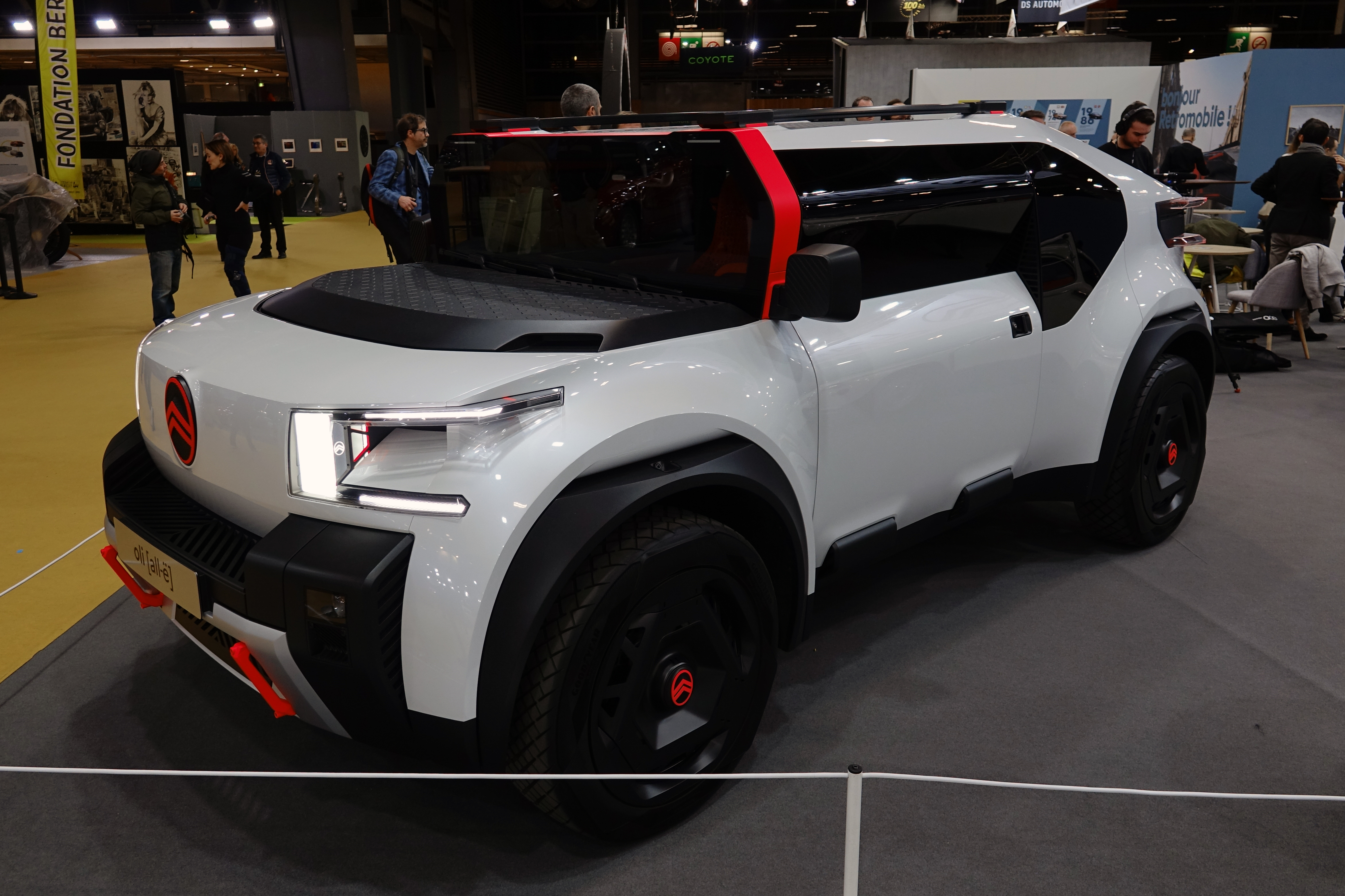
Citroën Oli
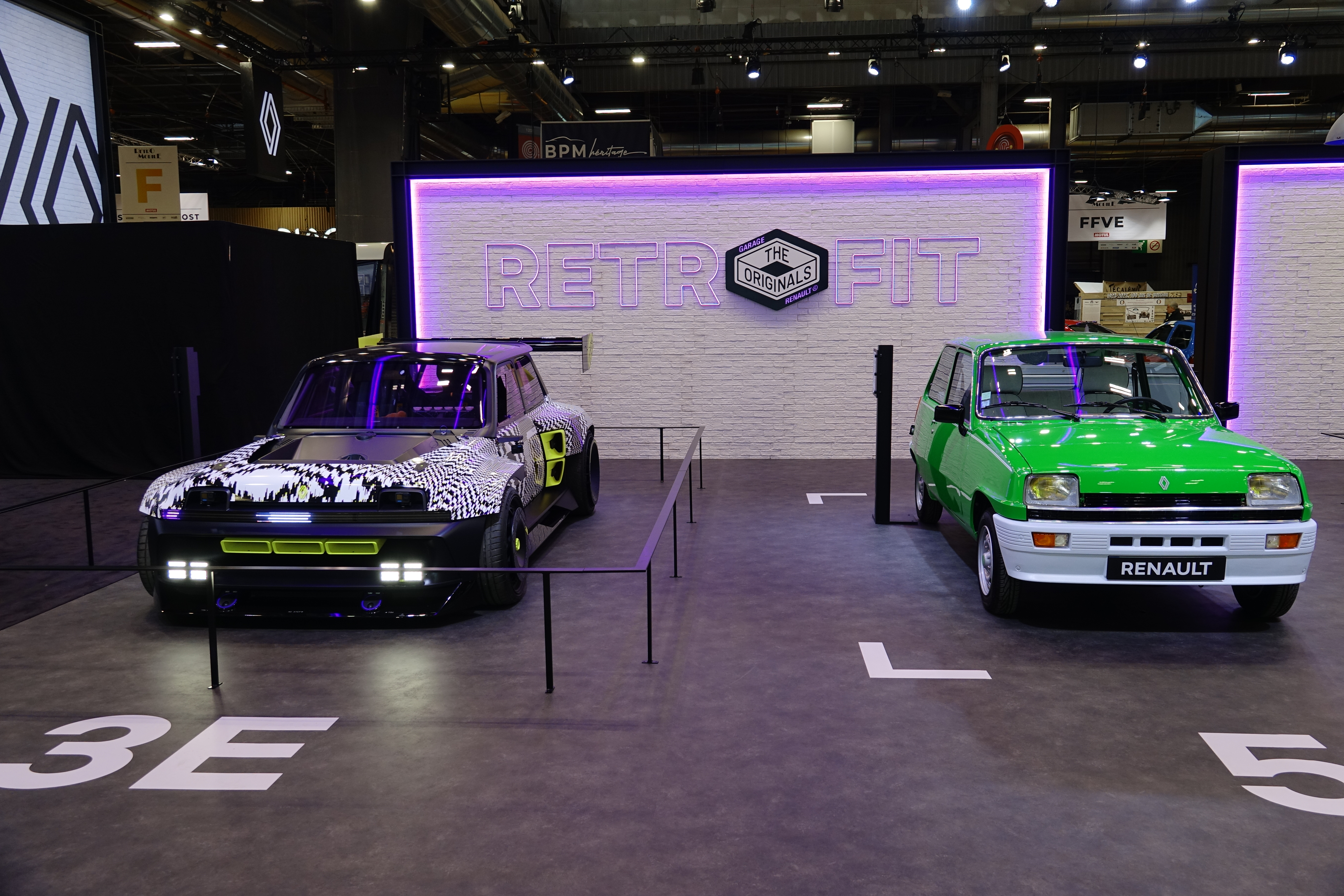
Renault R5 Turbo 3E

### Citroën

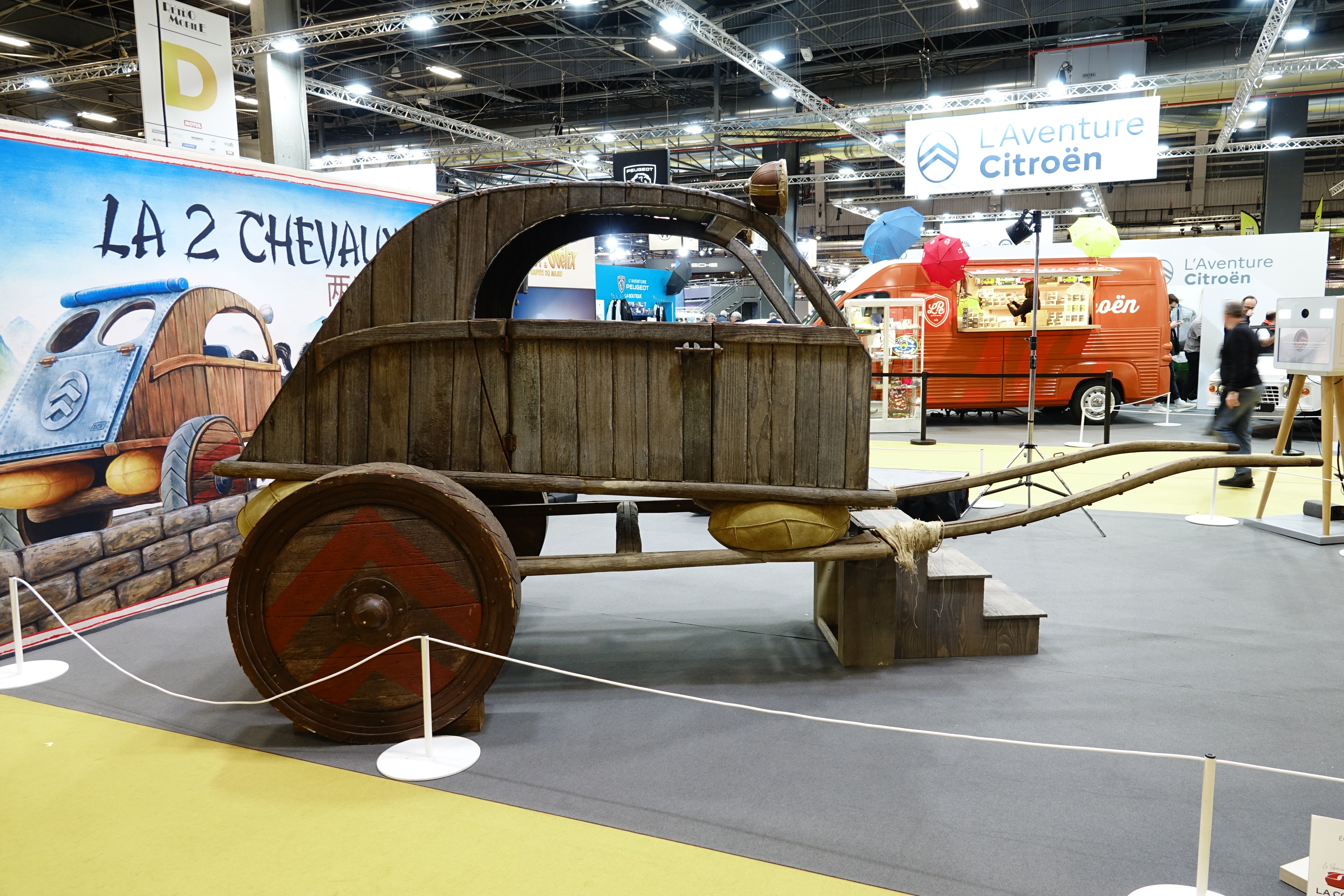
Citroën concept-char

Le constructeur français Citroën dévoile le premier concept-char de l'histoire, inspiré de la Citroën 2 CV. Celui-ci a été créé pour le film Astérix et Obélix : L'Empire du Milieu en coopération avec Pathé Les Éditions Albert René.

### Les blindés
Le Musée des Blindés de Saumur expose le char AMX-30 doté d'un moteur poly-carburant 12 cylindres à plat Hispano Suiza. Le véhicule blindé de reconnaissance Ford M8 à six roues et moteur Hercules JXD 6 cylindres avec un canon M6 de 37 mm en tourelle est exposé.

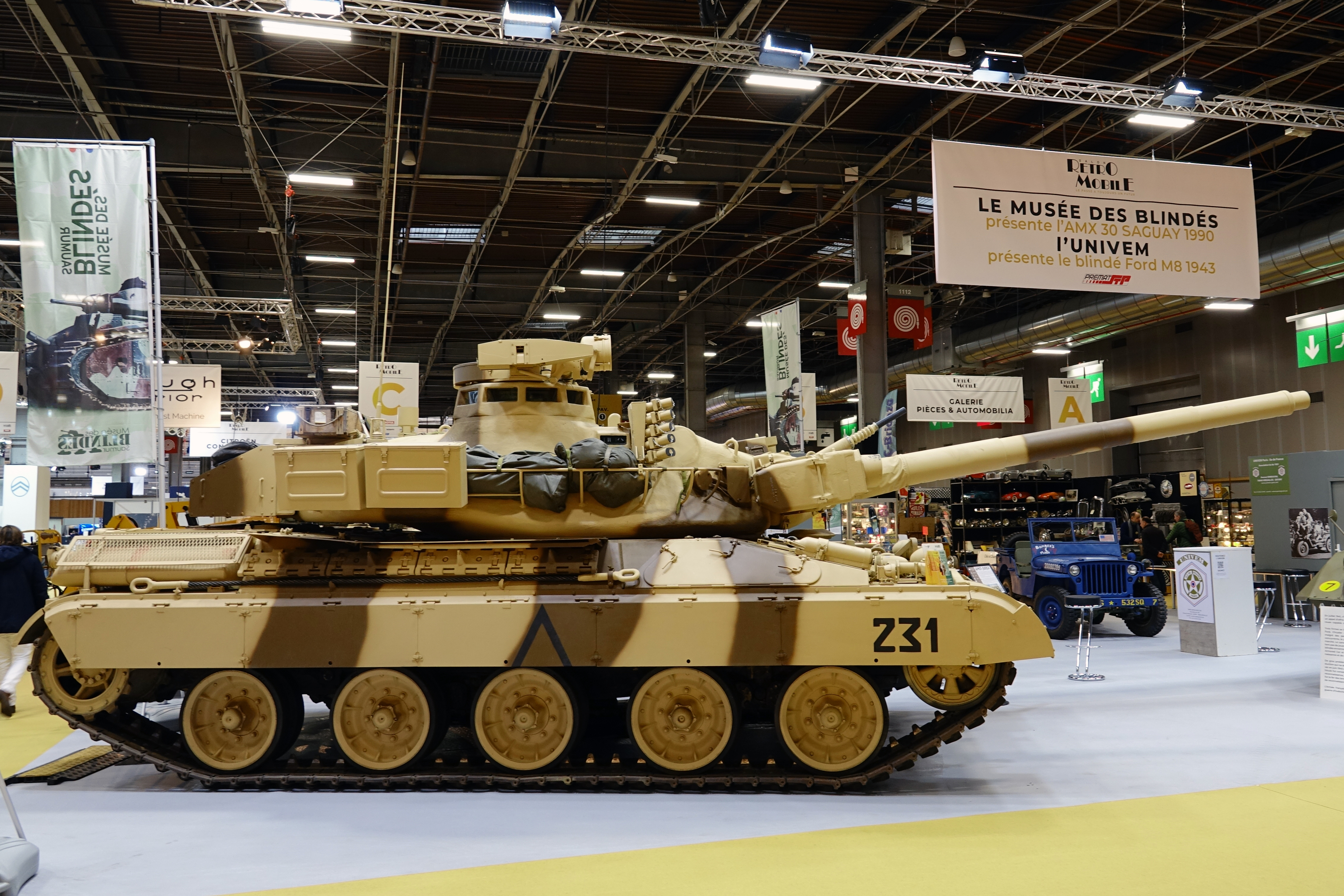
AMX-30 Sagaie
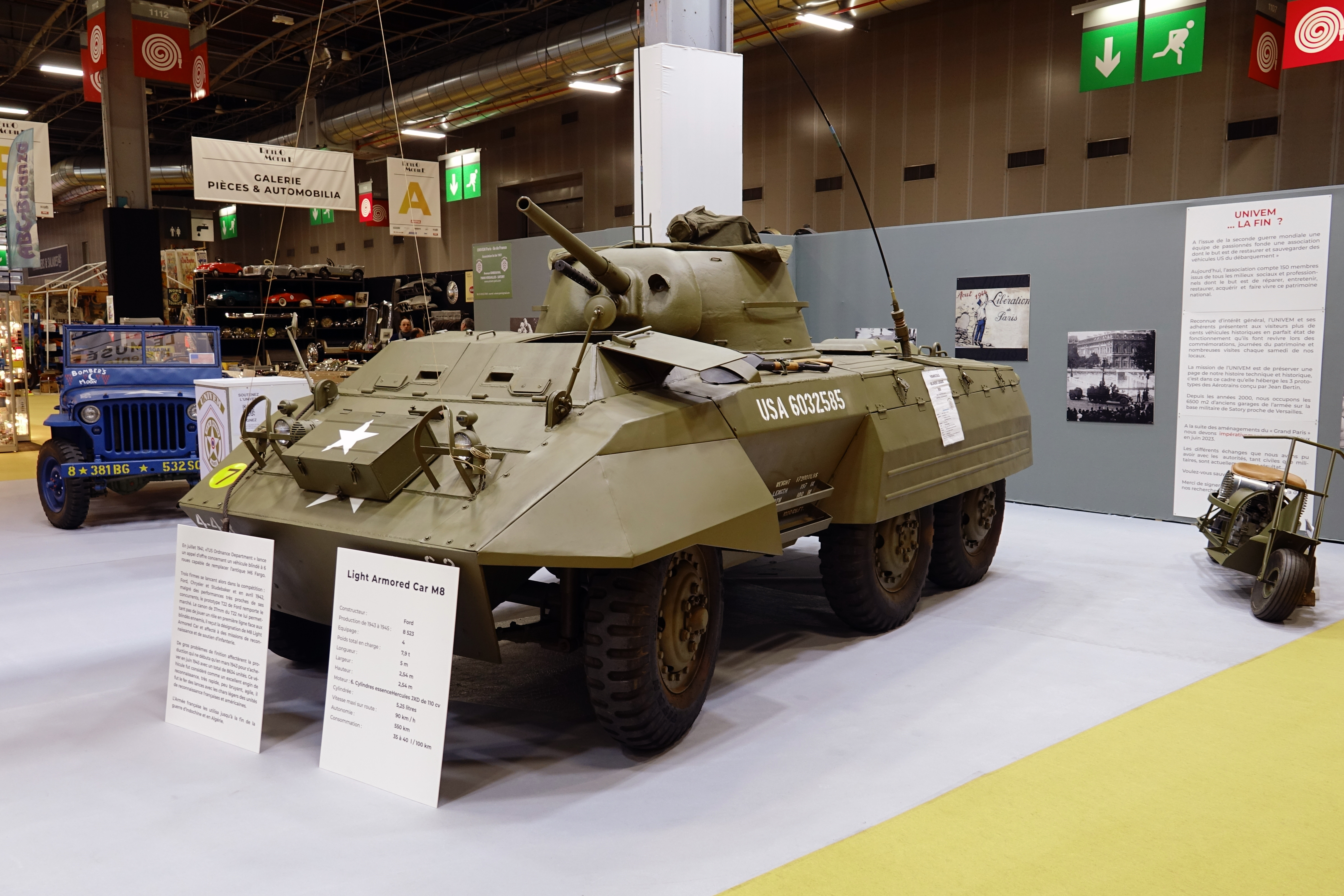
Ford M8

### La Vanlife
Retromobile propose l’exposition « Vanlife » pour permettre de découvrir des modèles d’utilitaires ou anciens vans transformés et aménagés. Le phénomène de la vanlife, qui consiste à adapter un véhicule pour pouvoir voyage avec et y dormir, symbolise la liberté que permet l'automobile. Pour illustrer cette tendance, le salon met en avant des modèles cultes comme les VW Combi, Peugeot J7, Renault Estafette, ou Fiat 850 minibus Familiare !

### Ferrari
Le stand du fabricant de montres Richard Mille présente une exposition de Ferrari allant de la GT à la Formule 1.

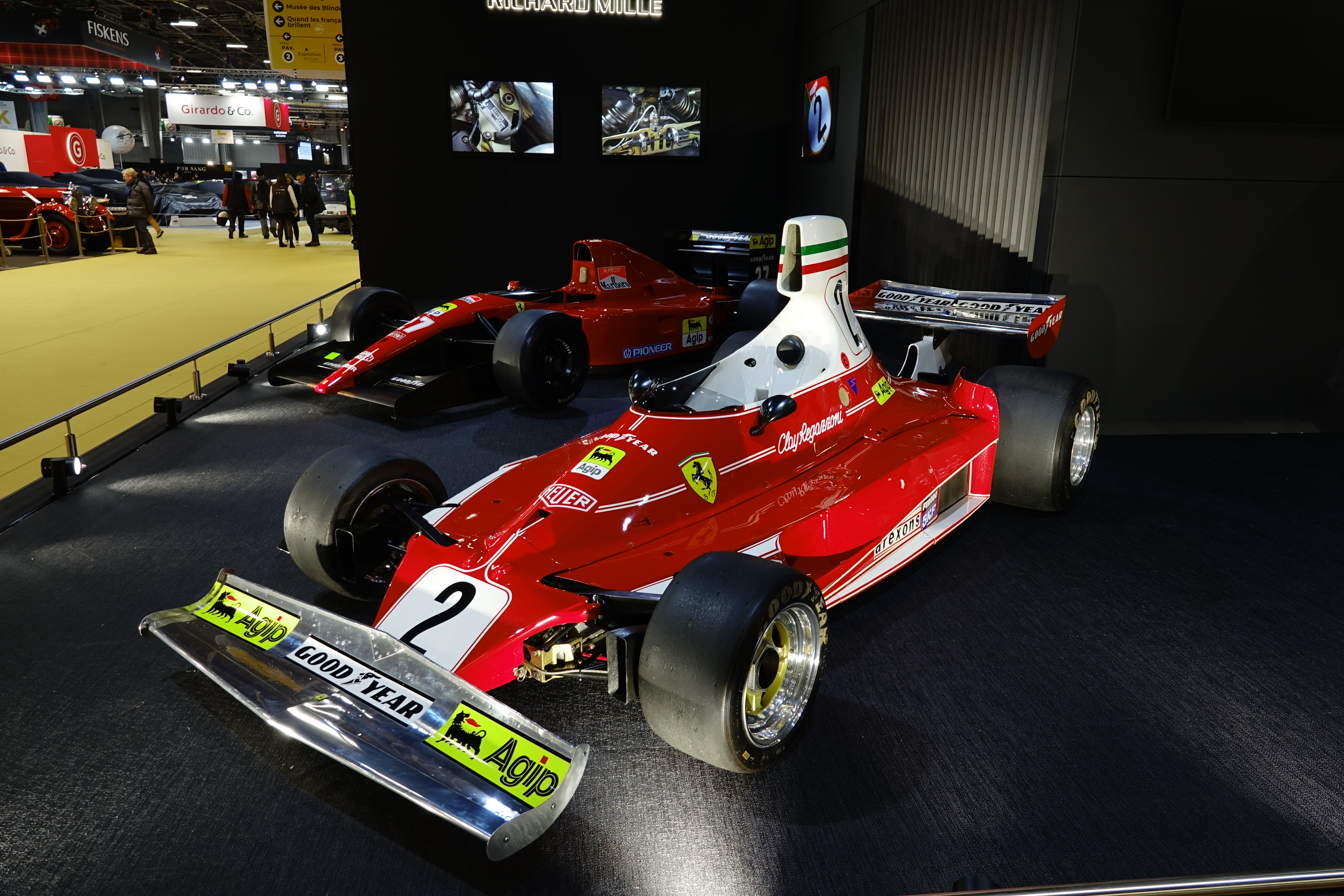
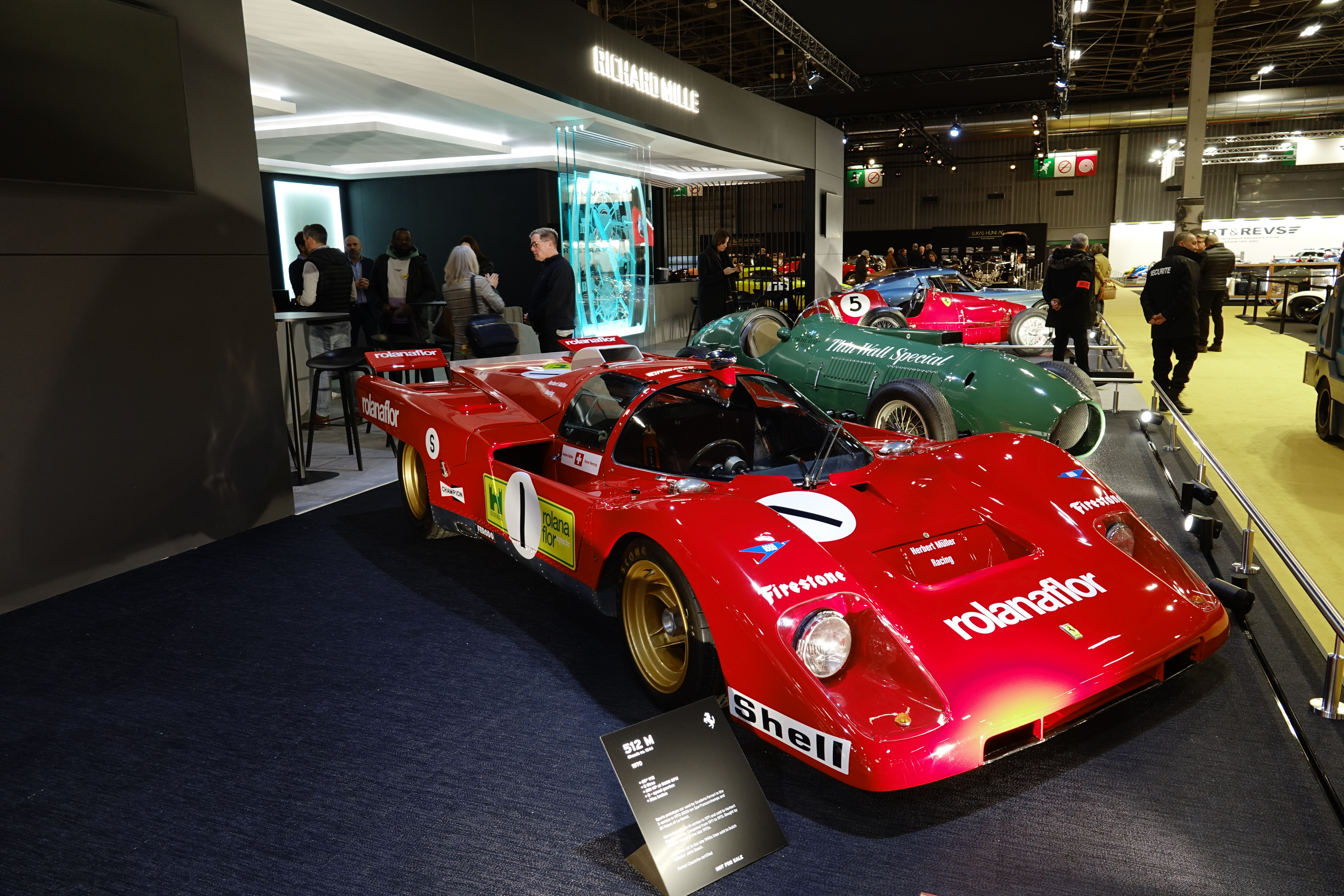
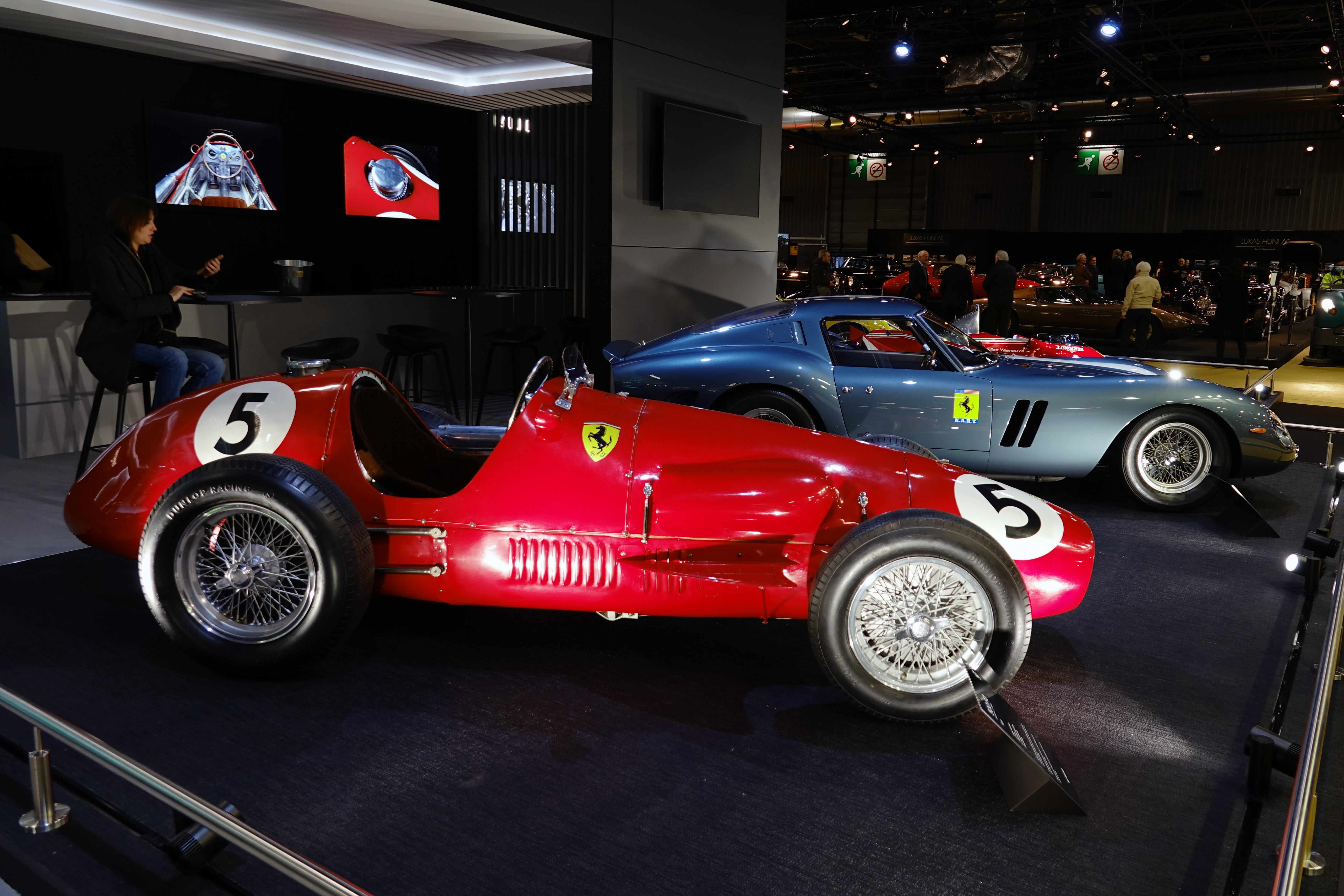
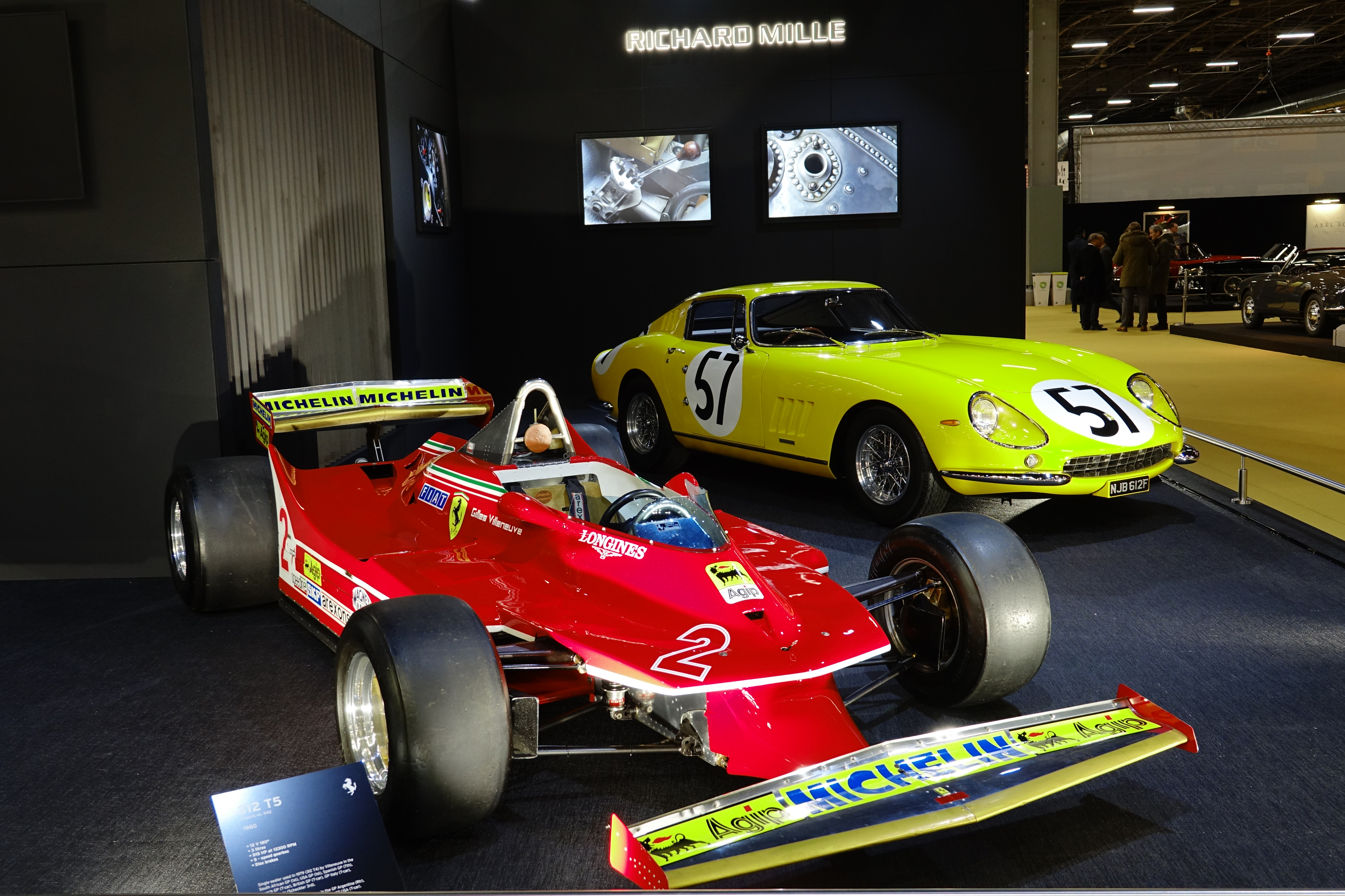

## Vente aux enchères
Une vente aux enchères d'automobiles de prestige a lieu le 3 février 2023 organisée par la maison Artcurial, au cours de laquelle est proposée la collection de Bart Rosman, collectionneur hollandais de Bugatti et Ferrari dont une Ferrari 340 America Barchetta (8e des 24 Heures du Mans 1951), une Bugatti Type 35 C (4e au Grand Prix automobile de Monaco 1929) et une Bugatti Type 43 Grand Sport.
On retrouve de plus des véhicules rares tels une Bugatti 57 Atalante (1939), une Ferrari 250 LM (1964), une Ferrari 250 GT Lusso (1964) et la Formule 1 Benetton B195 de Michael Schumacher de la saison 1995.

Vente aux enchères
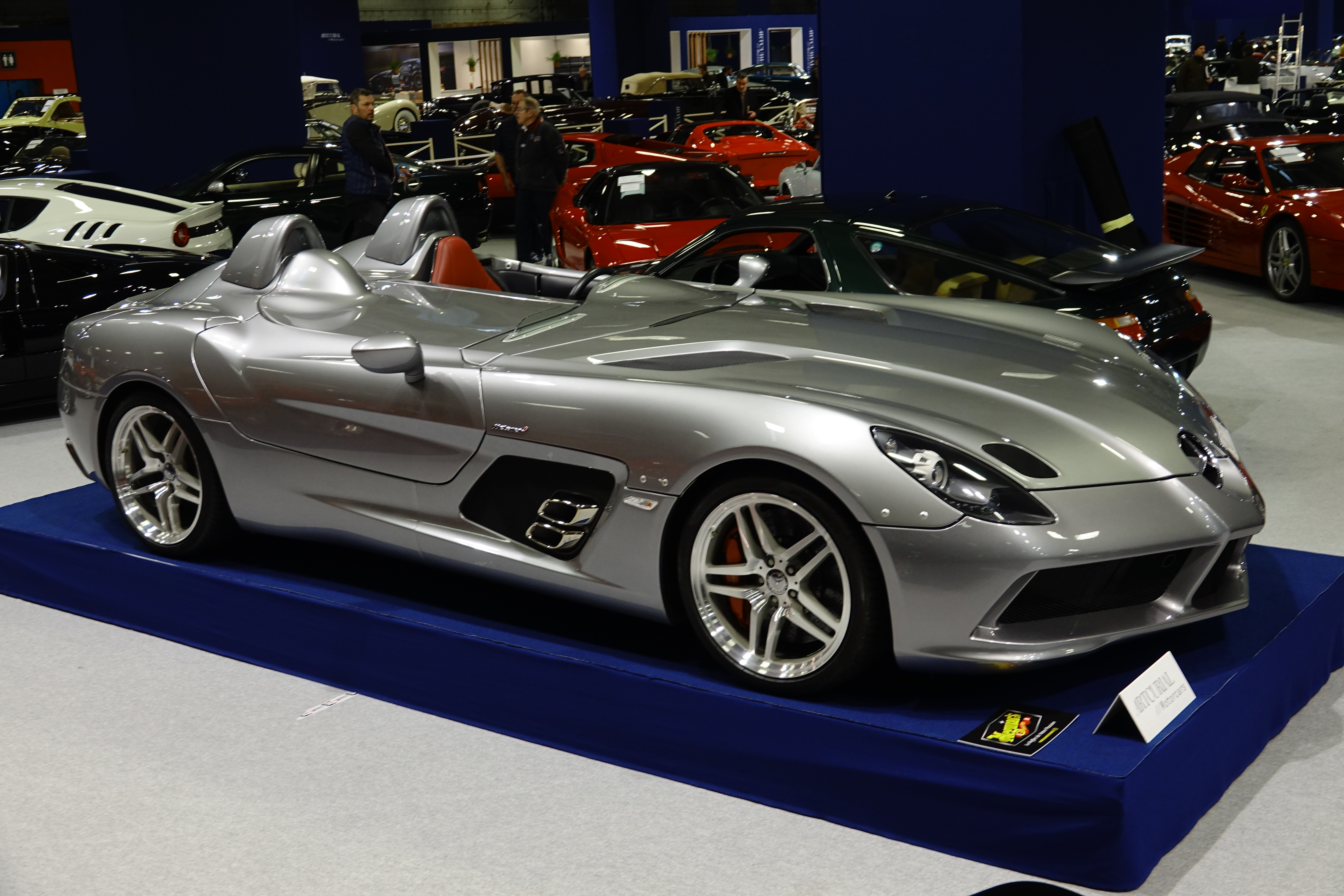
Mercedes-Benz SLR Stirling Moss
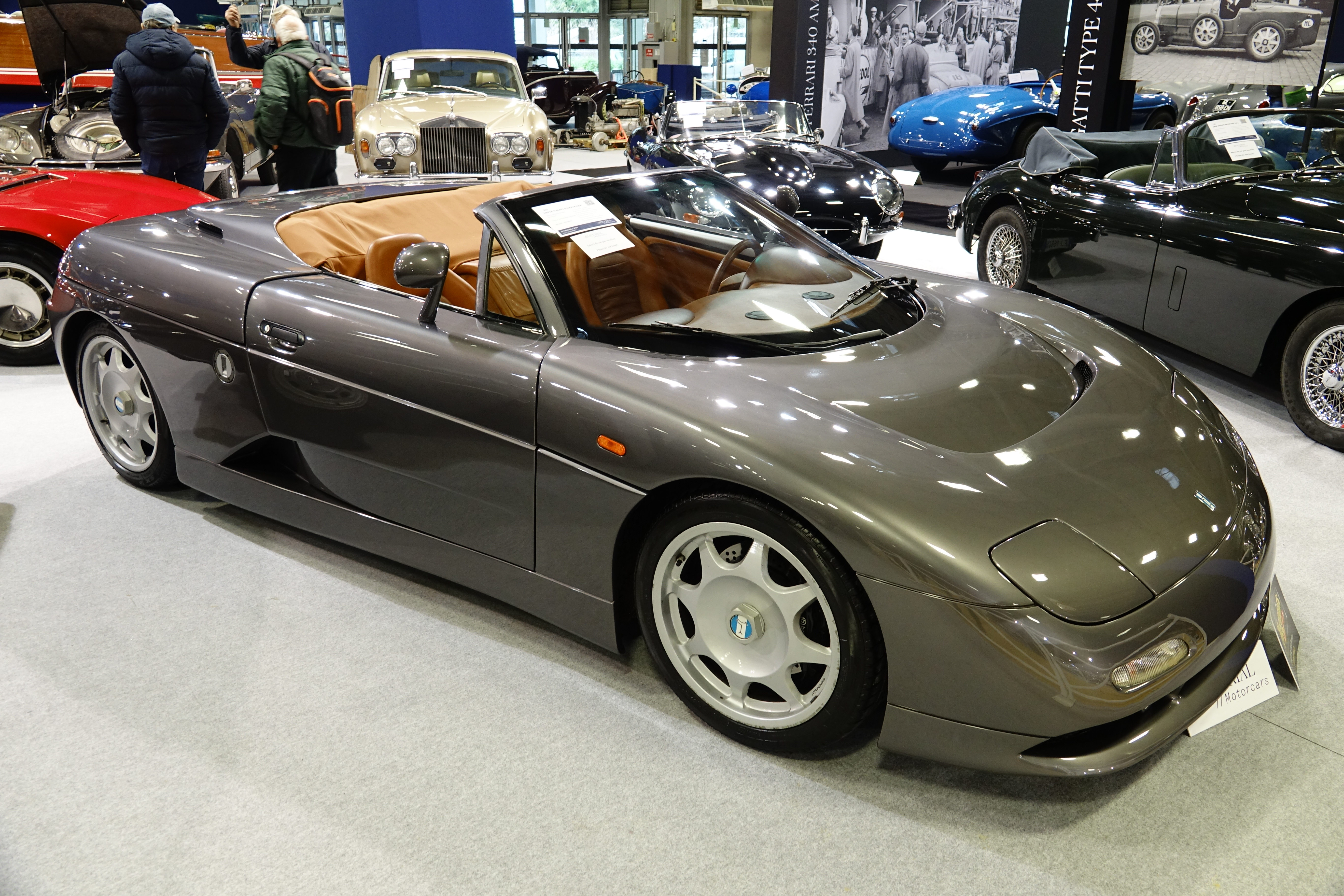
De Tomaso Guara Barchetta
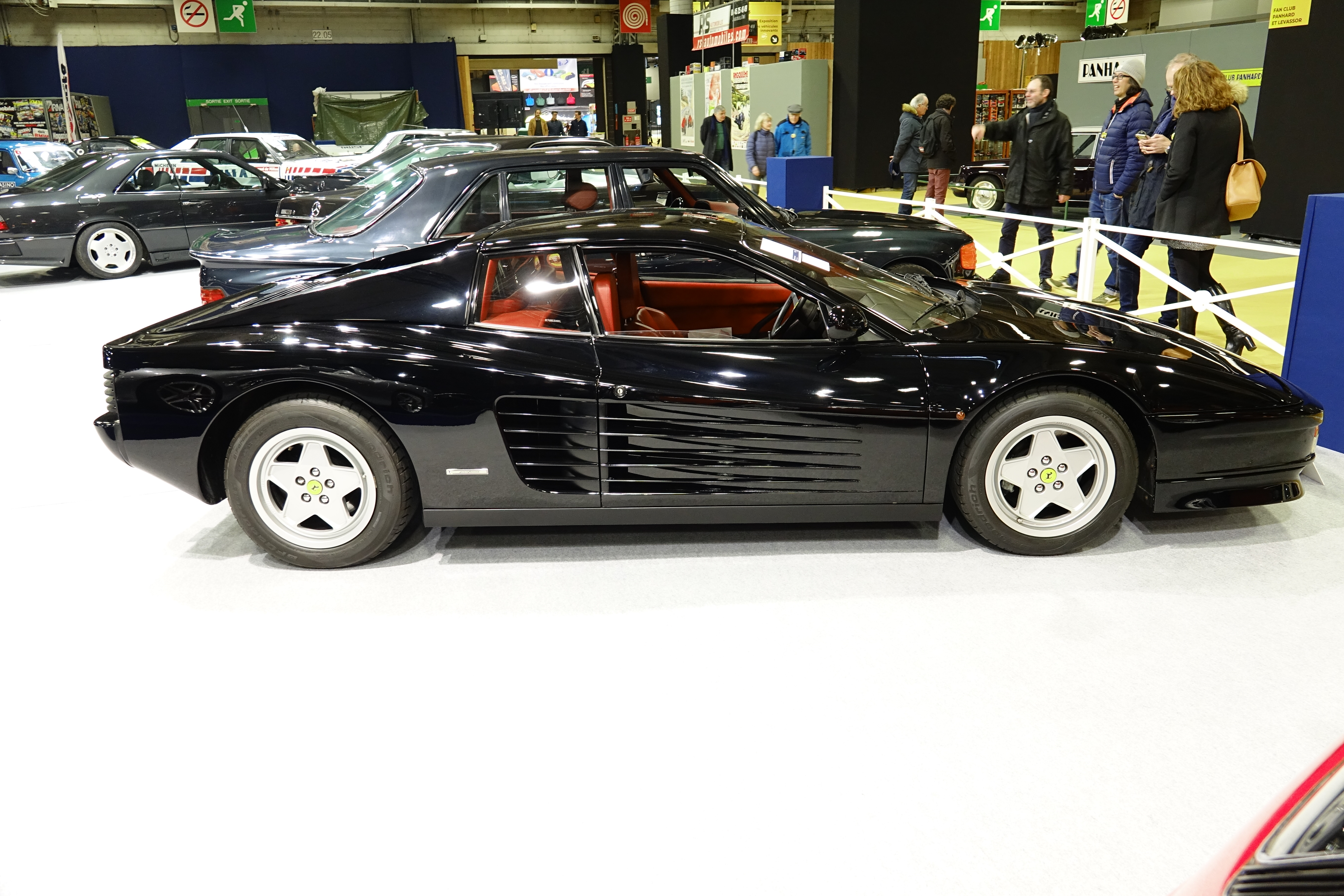
Ferrari Testarossa
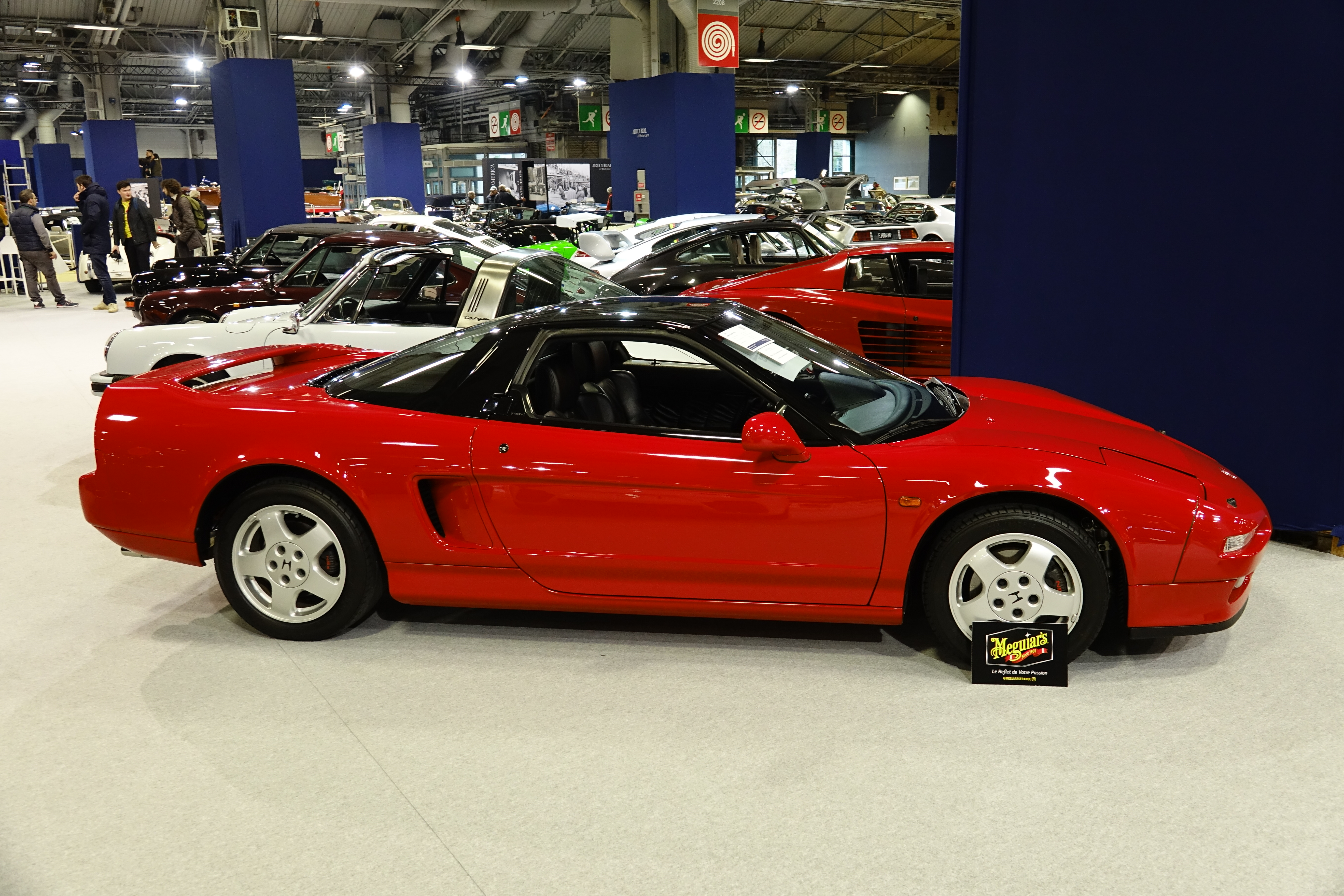
Honda NSX

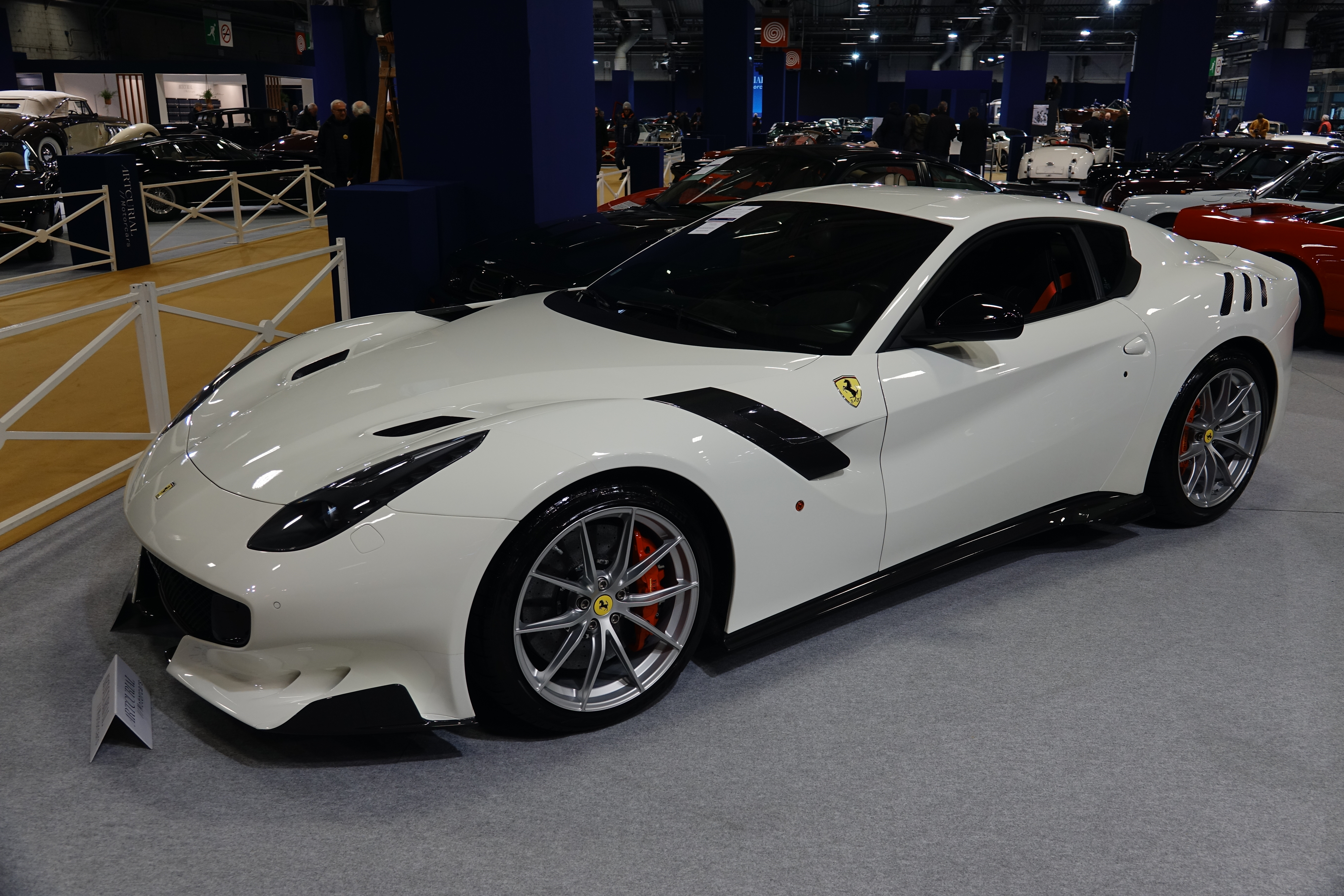
Ferrari F12Tdf
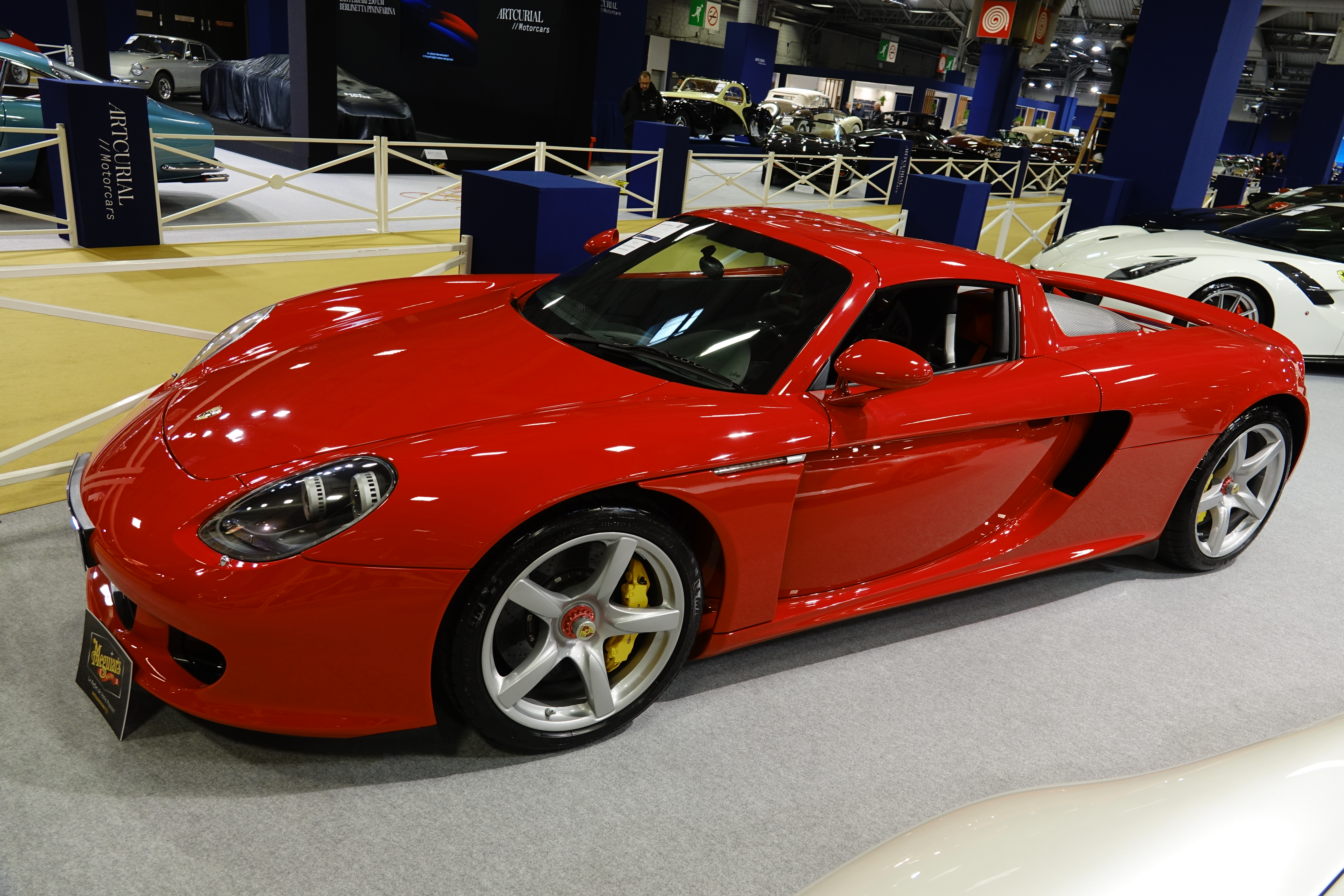
Porsche Carrera GT
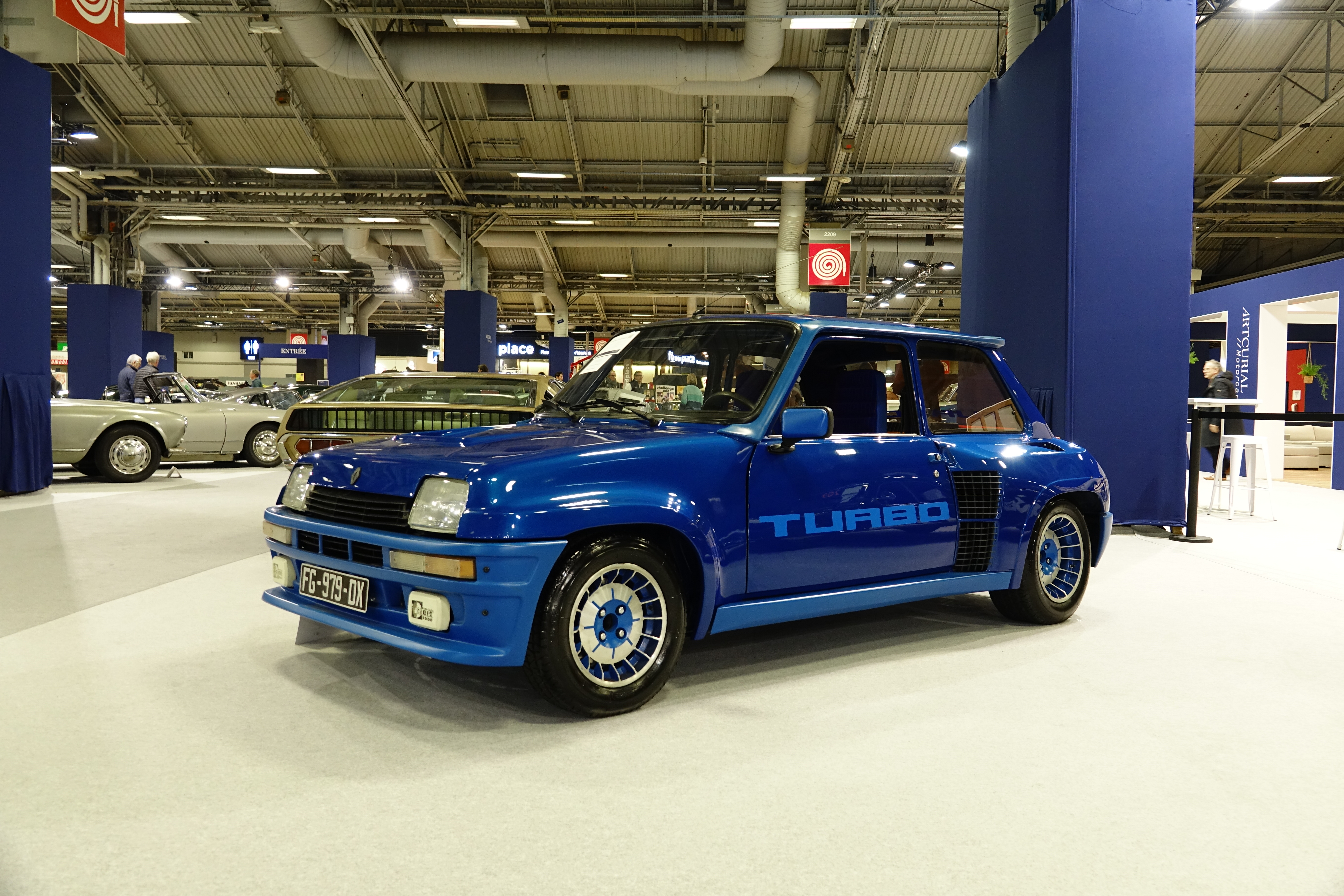
Renault 5 Turbo